# Llista d'asteroides (451001-452000)
Llista d'asteroides del 451.001 al 452.000, amb data de descoberta i descobridor. És un fragment de la llista d'asteroides completa. Als asteroides se'ls dona un número quan es confirma la seva òrbita, per tant apareixen llistats aproximadament segons la data de descobriment.

## 451001–451100
| Nom    | Designació provisional | Data de descobriment   | Lloc de descobriment | Descobridor/s     |
| ------ | ---------------------- | ---------------------- | -------------------- | ----------------- |
| 451001 | 2008 TK134             | 8 d'octubre de 2008    | Kitt Peak            | Spacewatch        |
| 451002 | 2008 TU188             | 10 d'octubre de 2008   | Mount Lemmon         | Mt. Lemmon Survey |
| 451003 | 2008 UD1               | 21 d'octubre de 2008   | Mount Lemmon         | Mt. Lemmon Survey |
| 451004 | 2008 US25              | 9 de setembre de 2008  | Mount Lemmon         | Mt. Lemmon Survey |
| 451005 | 2008 UN27              | 20 d'octubre de 2008   | Kitt Peak            | Spacewatch        |
| 451006 | 2008 UX46              | 20 d'octubre de 2008   | Kitt Peak            | Spacewatch        |
| 451007 | 2008 UE53              | 20 d'octubre de 2008   | Kitt Peak            | Spacewatch        |
| 451008 | 2008 UX55              | 21 d'octubre de 2008   | Kitt Peak            | Spacewatch        |
| 451009 | 2008 UA61              | 28 de setembre de 2008 | Mount Lemmon         | Mt. Lemmon Survey |
| 451010 | 2008 UR76              | 21 d'octubre de 2008   | Kitt Peak            | Spacewatch        |
| 451011 | 2008 UO83              | 22 d'octubre de 2008   | Kitt Peak            | Spacewatch        |
| 451012 | 2008 UK98              | 26 d'octubre de 2008   | Socorro              | LINEAR            |
| 451013 | 2008 UK131             | 23 d'octubre de 2008   | Kitt Peak            | Spacewatch        |
| 451014 | 2008 UG136             | 23 d'octubre de 2008   | Kitt Peak            | Spacewatch        |
| 451015 | 2008 UK179             | 24 d'octubre de 2008   | Kitt Peak            | Spacewatch        |
| 451016 | 2008 UN184             | 24 d'octubre de 2008   | Kitt Peak            | Spacewatch        |
| 451017 | 2008 UR228             | 25 d'octubre de 2008   | Kitt Peak            | Spacewatch        |
| 451018 | 2008 UP240             | 26 d'octubre de 2008   | Kitt Peak            | Spacewatch        |
| 451019 | 2008 UX268             | 28 d'octubre de 2008   | Kitt Peak            | Spacewatch        |
| 451020 | 2008 UY275             | 20 d'octubre de 2008   | Kitt Peak            | Spacewatch        |
| 451021 | 2008 UH365             | 24 d'octubre de 2008   | Catalina             | CSS               |
| 451022 | 2008 VS33              | 2 de novembre de 2008  | Mount Lemmon         | Mt. Lemmon Survey |
| 451023 | 2008 VN39              | 26 d'octubre de 2008   | Kitt Peak            | Spacewatch        |
| 451024 | 2008 VF54              | 6 de novembre de 2008  | Kitt Peak            | Spacewatch        |
| 451025 | 2008 WK20              | 17 de novembre de 2008 | Kitt Peak            | Spacewatch        |
| 451026 | 2008 WE33              | 6 de novembre de 2008  | Catalina             | CSS               |
| 451027 | 2008 WF50              | 7 de novembre de 2008  | Mount Lemmon         | Mt. Lemmon Survey |
| 451028 | 2008 WY70              | 18 de novembre de 2008 | Kitt Peak            | Spacewatch        |
| 451029 | 2008 WL76              | 20 de novembre de 2008 | Kitt Peak            | Spacewatch        |
| 451030 | 2008 WQ80              | 20 de novembre de 2008 | Kitt Peak            | Spacewatch        |
| 451031 | 2008 WH100             | 1 de novembre de 2008  | Mount Lemmon         | Mt. Lemmon Survey |
| 451032 | 2008 WX104             | 25 de setembre de 2008 | Mount Lemmon         | Mt. Lemmon Survey |
| 451033 | 2008 WF111             | 30 de novembre de 2008 | Kitt Peak            | Spacewatch        |
| 451034 | 2008 WO114             | 23 d'octubre de 2008   | Kitt Peak            | Spacewatch        |
| 451035 | 2008 WT116             | 30 de novembre de 2008 | Kitt Peak            | Spacewatch        |
| 451036 | 2008 WT133             | 18 de novembre de 2008 | Catalina             | CSS               |
| 451037 | 2008 XN3               | 2 de desembre de 2008  | Socorro              | LINEAR            |
| 451038 | 2008 XV29              | 1 de desembre de 2008  | Kitt Peak            | Spacewatch        |
| 451039 | 2008 XO46              | 19 de novembre de 2008 | Kitt Peak            | Spacewatch        |
| 451040 | 2008 XM47              | 2 de desembre de 2008  | Kitt Peak            | Spacewatch        |
| 451041 | 2008 XT54              | 4 de desembre de 2008  | Socorro              | LINEAR            |
| 451042 | 2008 YE                | 21 de novembre de 2008 | Mount Lemmon         | Mt. Lemmon Survey |
| 451043 | 2008 YB2               | 19 de desembre de 2008 | Socorro              | LINEAR            |
| 451044 | 2008 YQ3               | 29 de setembre de 2008 | Mount Lemmon         | Mt. Lemmon Survey |
| 451045 | 2008 YV9               | 24 de novembre de 2008 | Mount Lemmon         | Mt. Lemmon Survey |
| 451046 | 2008 YR12              | 21 de novembre de 2008 | Kitt Peak            | Spacewatch        |
| 451047 | 2008 YR83              | 31 de desembre de 2008 | Kitt Peak            | Spacewatch        |
| 451048 | 2008 YE88              | 21 de desembre de 2008 | Kitt Peak            | Spacewatch        |
| 451049 | 2008 YO90              | 29 de desembre de 2008 | Kitt Peak            | Spacewatch        |
| 451050 | 2008 YL93              | 21 de desembre de 2008 | Kitt Peak            | Spacewatch        |
| 451051 | 2008 YP102             | 29 de desembre de 2008 | Kitt Peak            | Spacewatch        |
| 451052 | 2008 YU104             | 24 de novembre de 2008 | Mount Lemmon         | Mt. Lemmon Survey |
| 451053 | 2008 YZ107             | 21 de novembre de 2008 | Mount Lemmon         | Mt. Lemmon Survey |
| 451054 | 2008 YO108             | 29 de desembre de 2008 | Kitt Peak            | Spacewatch        |
| 451055 | 2008 YB112             | 31 de desembre de 2008 | Kitt Peak            | Spacewatch        |
| 451056 | 2008 YW112             | 31 de desembre de 2008 | Kitt Peak            | Spacewatch        |
| 451057 | 2008 YY116             | 21 de novembre de 2008 | Mount Lemmon         | Mt. Lemmon Survey |
| 451058 | 2008 YS123             | 30 de desembre de 2008 | Kitt Peak            | Spacewatch        |
| 451059 | 2008 YS133             | 30 de desembre de 2008 | La Sagra             | OAM               |
| 451060 | 2008 YK151             | 22 de desembre de 2008 | Kitt Peak            | Spacewatch        |
| 451061 | 2008 YM155             | 22 de desembre de 2008 | Kitt Peak            | Spacewatch        |
| 451062 | 2008 YU157             | 30 de desembre de 2008 | Mount Lemmon         | Mt. Lemmon Survey |
| 451063 | 2008 YY162             | 22 de desembre de 2008 | Mount Lemmon         | Mt. Lemmon Survey |
| 451064 | 2008 YC166             | 22 de desembre de 2008 | Mount Lemmon         | Mt. Lemmon Survey |
| 451065 | 2009 AJ3               | 9 d'octubre de 2004    | Kitt Peak            | Spacewatch        |
| 451066 | 2009 AU24              | 3 de gener de 2009     | Kitt Peak            | Spacewatch        |
| 451067 | 2009 AW24              | 22 de desembre de 2008 | Kitt Peak            | Spacewatch        |
| 451068 | 2009 AR25              | 2 de gener de 2009     | Kitt Peak            | Spacewatch        |
| 451069 | 2009 AL33              | 15 de gener de 2009    | Kitt Peak            | Spacewatch        |
| 451070 | 2009 BZ17              | 16 de gener de 2009    | Kitt Peak            | Spacewatch        |
| 451071 | 2009 BN20              | 22 de desembre de 2008 | Kitt Peak            | Spacewatch        |
| 451072 | 2009 BO26              | 31 de desembre de 2008 | Mount Lemmon         | Mt. Lemmon Survey |
| 451073 | 2009 BG30              | 29 de desembre de 2008 | Kitt Peak            | Spacewatch        |
| 451074 | 2009 BV31              | 16 de gener de 2009    | Kitt Peak            | Spacewatch        |
| 451075 | 2009 BE35              | 16 de gener de 2009    | Kitt Peak            | Spacewatch        |
| 451076 | 2009 BG39              | 16 de gener de 2009    | Kitt Peak            | Spacewatch        |
| 451077 | 2009 BC63              | 20 de gener de 2009    | Kitt Peak            | Spacewatch        |
| 451078 | 2009 BT63              | 20 de gener de 2009    | Kitt Peak            | Spacewatch        |
| 451079 | 2009 BF70              | 25 de gener de 2009    | Catalina             | CSS               |
| 451080 | 2009 BV84              | 25 de gener de 2009    | Kitt Peak            | Spacewatch        |
| 451081 | 2009 BO85              | 25 de gener de 2009    | Kitt Peak            | Spacewatch        |
| 451082 | 2009 BZ91              | 29 de desembre de 2008 | Mount Lemmon         | Mt. Lemmon Survey |
| 451083 | 2009 BR100             | 22 de desembre de 2008 | Kitt Peak            | Spacewatch        |
| 451084 | 2009 BU106             | 28 de gener de 2009    | Catalina             | CSS               |
| 451085 | 2009 BW115             | 31 de desembre de 2008 | Kitt Peak            | Spacewatch        |
| 451086 | 2009 BP123             | 20 de gener de 2009    | Kitt Peak            | Spacewatch        |
| 451087 | 2009 BL126             | 29 de gener de 2009    | Kitt Peak            | Spacewatch        |
| 451088 | 2009 BQ142             | 30 de gener de 2009    | Kitt Peak            | Spacewatch        |
| 451089 | 2009 BV142             | 30 de gener de 2009    | Kitt Peak            | Spacewatch        |
| 451090 | 2009 BX176             | 9 de desembre de 2004  | Kitt Peak            | Spacewatch        |
| 451091 | 2009 BH177             | 29 de gener de 2009    | Mount Lemmon         | Mt. Lemmon Survey |
| 451092 | 2009 BC186             | 30 de gener de 2009    | Catalina             | CSS               |
| 451093 | 2009 CA5               | 29 de desembre de 2008 | Kitt Peak            | Spacewatch        |
| 451094 | 2009 CL21              | 18 de gener de 2009    | Kitt Peak            | Spacewatch        |
| 451095 | 2009 CS22              | 1 de febrer de 2009    | Kitt Peak            | Spacewatch        |
| 451096 | 2009 CR27              | 1 de febrer de 2009    | Kitt Peak            | Spacewatch        |
| 451097 | 2009 CH35              | 2 d'octubre de 2000    | Socorro              | LINEAR            |
| 451098 | 2009 CJ36              | 20 de gener de 2009    | Kitt Peak            | Spacewatch        |
| 451099 | 2009 CR47              | 14 de febrer de 2009   | Kitt Peak            | Spacewatch        |
| 451100 | 2009 CU62              | 13 de febrer de 2009   | Kitt Peak            | Spacewatch        |

## 451101–451200
| Nom    | Designació provisional | Data de descobriment   | Lloc de descobriment | Descobridor/s        |
| ------ | ---------------------- | ---------------------- | -------------------- | -------------------- |
| 451101 | 2009 DR16              | 17 de gener de 2009    | Kitt Peak            | Spacewatch           |
| 451102 | 2009 DX51              | 15 de gener de 2009    | Kitt Peak            | Spacewatch           |
| 451103 | 2009 DN63              | 31 de gener de 2009    | Kitt Peak            | Spacewatch           |
| 451104 | 2009 DJ132             | 27 de febrer de 2009   | Kitt Peak            | Spacewatch           |
| 451105 | 2009 EH14              | 15 de març de 2009     | Kitt Peak            | Spacewatch           |
| 451106 | 2009 EM15              | 17 de gener de 2005    | Kitt Peak            | Spacewatch           |
| 451107 | 2009 EW22              | 3 de març de 2009      | Kitt Peak            | Spacewatch           |
| 451108 | 2009 EV23              | 15 de març de 2009     | Kitt Peak            | Spacewatch           |
| 451109 | 2009 FU9               | 17 de març de 2009     | Kitt Peak            | Spacewatch           |
| 451110 | 2009 FG24              | 20 de març de 2009     | La Sagra             | OAM                  |
| 451111 | 2009 FG41              | 21 de març de 2009     | La Sagra             | OAM                  |
| 451112 | 2009 FT41              | 26 de març de 2009     | Mount Lemmon         | Mt. Lemmon Survey    |
| 451113 | 2009 FA65              | 17 de març de 2009     | Kitt Peak            | Spacewatch           |
| 451114 | 2009 FO69              | 17 de març de 2009     | Kitt Peak            | Spacewatch           |
| 451115 | 2009 FL78              | 1 de març de 2009      | Catalina             | CSS                  |
| 451116 | 2009 GW5               | 2 d'abril de 2009      | Kitt Peak            | Spacewatch           |
| 451117 | 2009 HS25              | 17 de març de 2009     | Kitt Peak            | Spacewatch           |
| 451118 | 2009 HA45              | 20 d'abril de 2009     | Kitt Peak            | Spacewatch           |
| 451119 | 2009 HP82              | 22 d'abril de 2009     | La Sagra             | OAM                  |
| 451120 | 2009 HU93              | 30 d'abril de 2009     | Kitt Peak            | Spacewatch           |
| 451121 | 2009 HW102             | 17 d'abril de 2009     | Kitt Peak            | Spacewatch           |
| 451122 | 2009 JE6               | 29 d'abril de 2009     | Kitt Peak            | Spacewatch           |
| 451123 | 2009 JZ10              | 14 de maig de 2009     | Kitt Peak            | Spacewatch           |
| 451124 | 2009 KC3               | 23 de maig de 2009     | Siding Spring        | Siding Spring Survey |
| 451125 | 2009 KB7               | 25 de maig de 2009     | Tiki                 | Teamo, N.            |
| 451126 | 2009 KU13              | 25 de maig de 2009     | Kitt Peak            | Spacewatch           |
| 451127 | 2009 KK28              | 1 de maig de 2009      | Mount Lemmon         | Mt. Lemmon Survey    |
| 451128 | 2009 LN5               | 19 de setembre de 2001 | Socorro              | LINEAR               |
| 451129 | 2009 MU9               | 23 de juny de 2009     | Mount Lemmon         | Mt. Lemmon Survey    |
| 451130 | 2009 NB                | 2 de juliol de 2009    | La Sagra             | OAM                  |
| 451131 | 2009 OR18              | 28 de juliol de 2009   | Kitt Peak            | Spacewatch           |
| 451132 | 2009 PR2               | 27 de juliol de 2009   | Catalina             | CSS                  |
| 451133 | 2009 PW11              | 15 d'agost de 2009     | Catalina             | CSS                  |
| 451134 | 2009 QV2               | 16 d'agost de 2009     | Kitt Peak            | Spacewatch           |
| 451135 | 2009 QS28              | 23 d'agost de 2009     | Bisei SG Center      | BATTeRS              |
| 451136 | 2009 QH30              | 21 d'agost de 2009     | Socorro              | LINEAR               |
| 451137 | 2009 QJ31              | 20 d'agost de 2009     | La Sagra             | OAM                  |
| 451138 | 2009 QC37              | 29 d'agost de 2009     | Zelenchukskaya Stn   | Kryachko, T. V.      |
| 451139 | 2009 QN37              | 15 d'agost de 2009     | Kitt Peak            | Spacewatch           |
| 451140 | 2009 QP54              | 27 d'agost de 2009     | Kitt Peak            | Spacewatch           |
| 451141 | 2009 QZ55              | 29 d'agost de 2009     | Kitt Peak            | Spacewatch           |
| 451142 | 2009 QY58              | 31 d'agost de 2009     | Siding Spring        | Siding Spring Survey |
| 451143 | 2009 QB60              | 16 d'agost de 2009     | Catalina             | CSS                  |
| 451144 | 2009 QN61              | 26 d'agost de 2009     | Socorro              | LINEAR               |
| 451145 | 2009 QA63              | 28 d'agost de 2009     | Kitt Peak            | Spacewatch           |
| 451146 | 2009 QZ63              | 17 d'agost de 2009     | Catalina             | CSS                  |
| 451147 | 2009 RR12              | 12 de setembre de 2009 | Kitt Peak            | Spacewatch           |
| 451148 | 2009 RJ16              | 12 de setembre de 2009 | Kitt Peak            | Spacewatch           |
| 451149 | 2009 RL17              | 12 de setembre de 2009 | Kitt Peak            | Spacewatch           |
| 451150 | 2009 RK40              | 15 de setembre de 2009 | Kitt Peak            | Spacewatch           |
| 451151 | 2009 SR10              | 16 de setembre de 2009 | Kitt Peak            | Spacewatch           |
| 451152 | 2009 SC23              | 23 d'agost de 2004     | Kitt Peak            | Spacewatch           |
| 451153 | 2009 SC27              | 16 de setembre de 2009 | Kitt Peak            | Spacewatch           |
| 451154 | 2009 SZ30              | 16 de setembre de 2009 | Kitt Peak            | Spacewatch           |
| 451155 | 2009 SS76              | 17 de setembre de 2009 | Kitt Peak            | Spacewatch           |
| 451156 | 2009 SL85              | 27 d'agost de 2009     | Kitt Peak            | Spacewatch           |
| 451157 | 2009 SQ104             | 26 de setembre de 2009 | Mount Lemmon         | Mt. Lemmon Survey    |
| 451158 | 2009 SD111             | 18 de setembre de 2009 | Kitt Peak            | Spacewatch           |
| 451159 | 2009 SM114             | 18 de setembre de 2009 | Kitt Peak            | Spacewatch           |
| 451160 | 2009 SU119             | 6 de gener de 2006     | Catalina             | CSS                  |
| 451161 | 2009 SM135             | 18 de setembre de 2009 | Kitt Peak            | Spacewatch           |
| 451162 | 2009 SN138             | 18 de setembre de 2009 | Kitt Peak            | Spacewatch           |
| 451163 | 2009 SX146             | 19 de setembre de 2009 | Kitt Peak            | Spacewatch           |
| 451164 | 2009 SE154             | 20 de setembre de 2009 | Kitt Peak            | Spacewatch           |
| 451165 | 2009 SX162             | 20 de novembre de 2004 | Kitt Peak            | Spacewatch           |
| 451166 | 2009 SJ163             | 21 de setembre de 2009 | Mount Lemmon         | Mt. Lemmon Survey    |
| 451167 | 2009 SY182             | 21 de setembre de 2009 | Mount Lemmon         | Mt. Lemmon Survey    |
| 451168 | 2009 SP213             | 15 de setembre de 2009 | Kitt Peak            | Spacewatch           |
| 451169 | 2009 SO215             | 24 de setembre de 2009 | Kitt Peak            | Spacewatch           |
| 451170 | 2009 SD218             | 24 de setembre de 2009 | Kitt Peak            | Spacewatch           |
| 451171 | 2009 SR235             | 17 de setembre de 2009 | Kitt Peak            | Spacewatch           |
| 451172 | 2009 SY252             | 22 de setembre de 2009 | Kitt Peak            | Spacewatch           |
| 451173 | 2009 SB258             | 21 de setembre de 2009 | Mount Lemmon         | Mt. Lemmon Survey    |
| 451174 | 2009 SL268             | 24 de setembre de 2009 | Kitt Peak            | Spacewatch           |
| 451175 | 2009 SK269             | 12 de setembre de 2009 | Kitt Peak            | Spacewatch           |
| 451176 | 2009 SK270             | 24 de setembre de 2009 | Mount Lemmon         | Mt. Lemmon Survey    |
| 451177 | 2009 SX277             | 25 de setembre de 2009 | Kitt Peak            | Spacewatch           |
| 451178 | 2009 SD286             | 27 d'agost de 2009     | Kitt Peak            | Spacewatch           |
| 451179 | 2009 SZ288             | 18 de setembre de 2009 | Kitt Peak            | Spacewatch           |
| 451180 | 2009 ST290             | 25 de setembre de 2009 | Kitt Peak            | Spacewatch           |
| 451181 | 2009 ST304             | 28 d'agost de 2009     | Kitt Peak            | Spacewatch           |
| 451182 | 2009 SV307             | 16 d'agost de 2009     | Kitt Peak            | Spacewatch           |
| 451183 | 2009 SB318             | 12 de setembre de 2009 | Kitt Peak            | Spacewatch           |
| 451184 | 2009 SF322             | 18 d'agost de 2009     | Kitt Peak            | Spacewatch           |
| 451185 | 2009 SG324             | 14 de març de 2007     | Mount Lemmon         | Mt. Lemmon Survey    |
| 451186 | 2009 SS327             | 26 de setembre de 2009 | Kitt Peak            | Spacewatch           |
| 451187 | 2009 SV331             | 17 d'agost de 2009     | Catalina             | CSS                  |
| 451188 | 2009 SG332             | 21 de setembre de 2009 | Catalina             | CSS                  |
| 451189 | 2009 SU336             | 18 de desembre de 2004 | Mount Lemmon         | Mt. Lemmon Survey    |
| 451190 | 2009 SC345             | 18 de setembre de 2009 | Kitt Peak            | Spacewatch           |
| 451191 | 2009 SB347             | 14 de març de 2007     | Mount Lemmon         | Mt. Lemmon Survey    |
| 451192 | 2009 SY350             | 28 de setembre de 2009 | Mount Lemmon         | Mt. Lemmon Survey    |
| 451193 | 2009 ST357             | 27 de setembre de 2009 | Kitt Peak            | Spacewatch           |
| 451194 | 2009 TQ4               | 16 de setembre de 2003 | Kitt Peak            | Spacewatch           |
| 451195 | 2009 TU17              | 15 d'octubre de 2009   | Catalina             | CSS                  |
| 451196 | 2009 TS23              | 17 d'agost de 2009     | Kitt Peak            | Spacewatch           |
| 451197 | 2009 TS32              | 15 de setembre de 2009 | Kitt Peak            | Spacewatch           |
| 451198 | 2009 UA7               | 17 de setembre de 2009 | Kitt Peak            | Spacewatch           |
| 451199 | 2009 UC8               | 16 d'octubre de 2009   | Mount Lemmon         | Mt. Lemmon Survey    |
| 451200 | 2009 UB17              | 20 d'octubre de 2009   | Tzec Maun            | Sachs, J.            |

## 451201–451300
| Nom    | Designació provisional | Data de descobriment   | Lloc de descobriment | Descobridor/s     |
| ------ | ---------------------- | ---------------------- | -------------------- | ----------------- |
| 451201 | 2009 UJ24              | 18 d'octubre de 2009   | Mount Lemmon         | Mt. Lemmon Survey |
| 451202 | 2009 UU108             | 23 d'octubre de 2009   | Kitt Peak            | Spacewatch        |
| 451203 | 2009 UL131             | 18 d'octubre de 2009   | Catalina             | CSS               |
| 451204 | 2009 VR10              | 21 de setembre de 2009 | Mount Lemmon         | Mt. Lemmon Survey |
| 451205 | 2009 VZ10              | 23 d'octubre de 2009   | Kitt Peak            | Spacewatch        |
| 451206 | 2009 VX11              | 8 de novembre de 2009  | Mount Lemmon         | Mt. Lemmon Survey |
| 451207 | 2009 VV37              | 8 de novembre de 2009  | Catalina             | CSS               |
| 451208 | 2009 VR66              | 9 de novembre de 2009  | Kitt Peak            | Spacewatch        |
| 451209 | 2009 VZ77              | 9 de novembre de 2009  | Catalina             | CSS               |
| 451210 | 2009 VZ78              | 18 de setembre de 2009 | Catalina             | CSS               |
| 451211 | 2009 VU79              | 10 de novembre de 2009 | Catalina             | CSS               |
| 451212 | 2009 WB8               | 30 de setembre de 2009 | Mount Lemmon         | Mt. Lemmon Survey |
| 451213 | 2009 WB110             | 17 de novembre de 2009 | Catalina             | CSS               |
| 451214 | 2009 WJ145             | 20 de setembre de 2009 | Mount Lemmon         | Mt. Lemmon Survey |
| 451215 | 2009 WS197             | 25 de novembre de 2009 | Mount Lemmon         | Mt. Lemmon Survey |
| 451216 | 2009 WU259             | 19 de novembre de 2009 | Mount Lemmon         | Mt. Lemmon Survey |
| 451217 | 2009 XE11              | 10 de desembre de 2009 | Mount Lemmon         | Mt. Lemmon Survey |
| 451218 | 2009 XL23              | 27 de novembre de 2009 | Mount Lemmon         | Mt. Lemmon Survey |
| 451219 | 2010 AB34              | 7 de gener de 2010     | Kitt Peak            | Spacewatch        |
| 451220 | 2010 AP88              | 29 de setembre de 2009 | Mount Lemmon         | Mt. Lemmon Survey |
| 451221 | 2010 BT27              | 18 de gener de 2010    | WISE                 | WISE              |
| 451222 | 2010 BE67              | 22 de gener de 2010    | WISE                 | WISE              |
| 451223 | 2010 CT3               | 1 de novembre de 2008  | Kitt Peak            | Spacewatch        |
| 451224 | 2010 CC42              | 23 de setembre de 2008 | Mount Lemmon         | Mt. Lemmon Survey |
| 451225 | 2010 CF80              | 13 de febrer de 2010   | Mount Lemmon         | Mt. Lemmon Survey |
| 451226 | 2010 CS96              | 4 de setembre de 2008  | Kitt Peak            | Spacewatch        |
| 451227 | 2010 CG115             | 13 de març de 2007     | Mount Lemmon         | Mt. Lemmon Survey |
| 451228 | 2010 CQ125             | 15 de febrer de 2010   | Kitt Peak            | Spacewatch        |
| 451229 | 2010 CA179             | 15 de febrer de 2010   | Mount Lemmon         | Mt. Lemmon Survey |
| 451230 | 2010 CT214             | 3 de febrer de 2010    | WISE                 | WISE              |
| 451231 | 2010 CD249             | 12 de març de 2007     | Kitt Peak            | Spacewatch        |
| 451232 | 2010 DL8               | 16 de febrer de 2010   | Kitt Peak            | Spacewatch        |
| 451233 | 2010 EL33              | 4 de març de 2010      | Kitt Peak            | Spacewatch        |
| 451234 | 2010 EW41              | 1 de novembre de 2005  | Mount Lemmon         | Mt. Lemmon Survey |
| 451235 | 2010 EX75              | 19 de febrer de 2010   | Mount Lemmon         | Mt. Lemmon Survey |
| 451236 | 2010 EM76              | 27 d'octubre de 2008   | Mount Lemmon         | Mt. Lemmon Survey |
| 451237 | 2010 EO79              | 5 de gener de 2003     | Kitt Peak            | Spacewatch        |
| 451238 | 2010 EV108             | 14 de març de 2010     | Kitt Peak            | Spacewatch        |
| 451239 | 2010 FA13              | 12 de gener de 2010    | Catalina             | CSS               |
| 451240 | 2010 FZ29              | 17 de març de 2010     | Kitt Peak            | Spacewatch        |
| 451241 | 2010 GL101             | 5 d'abril de 2010      | Kitt Peak            | Spacewatch        |
| 451242 | 2010 GO102             | 6 d'abril de 2010      | Mount Lemmon         | Mt. Lemmon Survey |
| 451243 | 2010 GO107             | 16 de març de 2010     | Kitt Peak            | Spacewatch        |
| 451244 | 2010 GP108             | 8 d'abril de 2010      | Kitt Peak            | Spacewatch        |
| 451245 | 2010 GU111             | 9 d'abril de 2010      | Mount Lemmon         | Mt. Lemmon Survey |
| 451246 | 2010 GK158             | 9 d'abril de 2010      | Catalina             | CSS               |
| 451247 | 2010 HZ106             | 3 de març de 2006      | Mount Lemmon         | Mt. Lemmon Survey |
| 451248 | 2010 JK30              | 3 de maig de 2010      | Kitt Peak            | Spacewatch        |
| 451249 | 2010 JP36              | 10 de febrer de 2002   | Socorro              | LINEAR            |
| 451250 | 2010 JB79              | 11 de maig de 2010     | Mount Lemmon         | Mt. Lemmon Survey |
| 451251 | 2010 JN121             | 12 de maig de 2010     | Mount Lemmon         | Mt. Lemmon Survey |
| 451252 | 2010 JP154             | 5 de maig de 2010      | Mount Lemmon         | Mt. Lemmon Survey |
| 451253 | 2010 KD31              | 19 de maig de 2010     | WISE                 | WISE              |
| 451254 | 2010 KM74              | 25 de maig de 2010     | WISE                 | WISE              |
| 451255 | 2010 KW82              | 26 de maig de 2010     | WISE                 | WISE              |
| 451256 | 2010 LE47              | 8 de juny de 2010      | WISE                 | WISE              |
| 451257 | 2010 LR55              | 9 de juny de 2010      | WISE                 | WISE              |
| 451258 | 2010 LA84              | 11 de juny de 2010     | WISE                 | WISE              |
| 451259 | 2010 LX91              | 12 de juny de 2010     | WISE                 | WISE              |
| 451260 | 2010 LS112             | 13 de juny de 2010     | Mount Lemmon         | Mt. Lemmon Survey |
| 451261 | 2010 MR22              | 18 de juny de 2010     | WISE                 | WISE              |
| 451262 | 2010 NA14              | 2 de juliol de 2010    | WISE                 | WISE              |
| 451263 | 2010 NZ16              | 3 de juliol de 2010    | WISE                 | WISE              |
| 451264 | 2010 NK34              | 8 de juliol de 2010    | WISE                 | WISE              |
| 451265 | 2010 NS86              | 15 de setembre de 1996 | Kitt Peak            | Spacewatch        |
| 451266 | 2010 NF118             | 29 d'agost de 2006     | Anderson Mesa        | LONEOS            |
| 451267 | 2010 OP37              | 21 de juliol de 2010   | WISE                 | WISE              |
| 451268 | 2010 OW102             | 28 de juliol de 2010   | WISE                 | WISE              |
| 451269 | 2010 PS23              | 2 d'agost de 2010      | La Sagra             | OAM               |
| 451270 | 2010 PL65              | 10 d'agost de 2010     | Kitt Peak            | Spacewatch        |
| 451271 | 2010 RL3               | 1 de setembre de 2010  | Socorro              | LINEAR            |
| 451272 | 2010 RB9               | 5 de maig de 2002      | Socorro              | LINEAR            |
| 451273 | 2010 RV43              | 28 d'agost de 2005     | Kitt Peak            | Spacewatch        |
| 451274 | 2010 RB47              | 9 de febrer de 2008    | Mount Lemmon         | Mt. Lemmon Survey |
| 451275 | 2010 RK61              | 6 de setembre de 2010  | Kitt Peak            | Spacewatch        |
| 451276 | 2010 RM69              | 27 d'agost de 2001     | Kitt Peak            | Spacewatch        |
| 451277 | 2010 RR70              | 9 de setembre de 2010  | Kitt Peak            | Spacewatch        |
| 451278 | 2010 RQ98              | 10 de setembre de 2010 | Kitt Peak            | Spacewatch        |
| 451279 | 2010 RA101             | 10 de setembre de 2010 | Kitt Peak            | Spacewatch        |
| 451280 | 2010 RQ102             | 10 de setembre de 2010 | Kitt Peak            | Spacewatch        |
| 451281 | 2010 RN105             | 17 d'octubre de 2001   | Kitt Peak            | Spacewatch        |
| 451282 | 2010 RU117             | 6 d'abril de 2008      | Kitt Peak            | Spacewatch        |
| 451283 | 2010 RO128             | 14 de setembre de 2010 | Kitt Peak            | Spacewatch        |
| 451284 | 2010 RS137             | 10 de gener de 2008    | Mount Lemmon         | Mt. Lemmon Survey |
| 451285 | 2010 RZ141             | 2 de setembre de 2010  | Mount Lemmon         | Mt. Lemmon Survey |
| 451286 | 2010 RL175             | 9 de setembre de 2010  | Kitt Peak            | Spacewatch        |
| 451287 | 2010 SM8               | 23 d'agost de 2001     | Kitt Peak            | Spacewatch        |
| 451288 | 2010 SN34              | 30 de setembre de 2010 | Mount Lemmon         | Mt. Lemmon Survey |
| 451289 | 2010 SS37              | 20 de setembre de 2001 | Socorro              | LINEAR            |
| 451290 | 2010 TG8               | 1 d'octubre de 2010    | Kitt Peak            | Spacewatch        |
| 451291 | 2010 TB11              | 11 de juliol de 2010   | WISE                 | WISE              |
| 451292 | 2010 TC13              | 19 de setembre de 2010 | Kitt Peak            | Spacewatch        |
| 451293 | 2010 TF18              | 15 de setembre de 2010 | Mount Lemmon         | Mt. Lemmon Survey |
| 451294 | 2010 TT29              | 30 d'agost de 2005     | Kitt Peak            | Spacewatch        |
| 451295 | 2010 TM33              | 2 d'octubre de 2010    | Kitt Peak            | Spacewatch        |
| 451296 | 2010 TO40              | 10 de setembre de 2010 | Kitt Peak            | Spacewatch        |
| 451297 | 2010 TK54              | 8 d'octubre de 2010    | Haleakala            | Pan-STARRS 1      |
| 451298 | 2010 TD113             | 29 d'agost de 2005     | Kitt Peak            | Spacewatch        |
| 451299 | 2010 TT113             | 30 d'agost de 2005     | Kitt Peak            | Spacewatch        |
| 451300 | 2010 TG117             | 3 d'abril de 2008      | Mount Lemmon         | Mt. Lemmon Survey |

## 451301–451400
| Nom    | Designació provisional | Data de descobriment   | Lloc de descobriment | Descobridor/s        |
| ------ | ---------------------- | ---------------------- | -------------------- | -------------------- |
| 451301 | 2010 TD120             | 3 de juliol de 2005    | Mount Lemmon         | Mt. Lemmon Survey    |
| 451302 | 2010 TT138             | 17 de setembre de 2010 | Mount Lemmon         | Mt. Lemmon Survey    |
| 451303 | 2010 TW141             | 5 de novembre de 2005  | Kitt Peak            | Spacewatch           |
| 451304 | 2010 TL150             | 4 d'octubre de 2006    | Mount Lemmon         | Mt. Lemmon Survey    |
| 451305 | 2010 TG154             | 18 de setembre de 2010 | Mount Lemmon         | Mt. Lemmon Survey    |
| 451306 | 2010 TS160             | 18 de setembre de 2010 | Mount Lemmon         | Mt. Lemmon Survey    |
| 451307 | 2010 TN173             | 29 d'agost de 2005     | Kitt Peak            | Spacewatch           |
| 451308 | 2010 TD178             | 16 de setembre de 2010 | Kitt Peak            | Spacewatch           |
| 451309 | 2010 TW184             | 17 de setembre de 2010 | Kitt Peak            | Spacewatch           |
| 451310 | 2010 UU2               | 17 d'octubre de 2010   | Mount Lemmon         | Mt. Lemmon Survey    |
| 451311 | 2010 UE11              | 28 d'octubre de 2010   | Kitt Peak            | Spacewatch           |
| 451312 | 2010 UF25              | 28 d'octubre de 2010   | Kitt Peak            | Spacewatch           |
| 451313 | 2010 UE50              | 31 d'octubre de 2010   | Mount Lemmon         | Mt. Lemmon Survey    |
| 451314 | 2010 UW53              | 17 d'octubre de 2010   | Mount Lemmon         | Mt. Lemmon Survey    |
| 451315 | 2010 UY53              | 17 d'octubre de 2010   | Mount Lemmon         | Mt. Lemmon Survey    |
| 451316 | 2010 UZ67              | 10 d'octubre de 2010   | Kitt Peak            | Spacewatch           |
| 451317 | 2010 UD68              | 10 d'octubre de 2005   | Kitt Peak            | Spacewatch           |
| 451318 | 2010 UM93              | 13 d'octubre de 2010   | Mount Lemmon         | Mt. Lemmon Survey    |
| 451319 | 2010 UN98              | 29 d'octubre de 2010   | Mount Lemmon         | Mt. Lemmon Survey    |
| 451320 | 2010 VS48              | 21 de juliol de 2004   | Siding Spring        | Siding Spring Survey |
| 451321 | 2010 VW48              | 30 d'abril de 2009     | Kitt Peak            | Spacewatch           |
| 451322 | 2010 VO51              | 29 d'octubre de 2010   | Mount Lemmon         | Mt. Lemmon Survey    |
| 451323 | 2010 VC58              | 18 de setembre de 2010 | Mount Lemmon         | Mt. Lemmon Survey    |
| 451324 | 2010 VL58              | 13 d'octubre de 2010   | Mount Lemmon         | Mt. Lemmon Survey    |
| 451325 | 2010 VY59              | 4 de novembre de 2010  | Mount Lemmon         | Mt. Lemmon Survey    |
| 451326 | 2010 VP60              | 7 d'agost de 2010      | WISE                 | WISE                 |
| 451327 | 2010 VE62              | 22 de novembre de 2005 | Kitt Peak            | Spacewatch           |
| 451328 | 2010 VV81              | 3 de novembre de 2010  | Kitt Peak            | Spacewatch           |
| 451329 | 2010 VK88              | 29 d'octubre de 2010   | Kitt Peak            | Spacewatch           |
| 451330 | 2010 VP92              | 10 de març de 2008     | Mount Lemmon         | Mt. Lemmon Survey    |
| 451331 | 2010 VH101             | 5 de novembre de 2010  | Kitt Peak            | Spacewatch           |
| 451332 | 2010 VT101             | 5 de novembre de 2010  | Kitt Peak            | Spacewatch           |
| 451333 | 2010 VY113             | 30 d'octubre de 2010   | Kitt Peak            | Spacewatch           |
| 451334 | 2010 VM114             | 13 de març de 2007     | Mount Lemmon         | Mt. Lemmon Survey    |
| 451335 | 2010 VQ116             | 9 d'octubre de 2010    | Mount Lemmon         | Mt. Lemmon Survey    |
| 451336 | 2010 VN119             | 8 de novembre de 2010  | Kitt Peak            | Spacewatch           |
| 451337 | 2010 VD132             | 28 d'octubre de 2005   | Mount Lemmon         | Mt. Lemmon Survey    |
| 451338 | 2010 VY167             | 10 de novembre de 2010 | Mount Lemmon         | Mt. Lemmon Survey    |
| 451339 | 2010 VB173             | 10 de novembre de 2010 | Mount Lemmon         | Mt. Lemmon Survey    |
| 451340 | 2010 VK180             | 5 de novembre de 2010  | Kitt Peak            | Spacewatch           |
| 451341 | 2010 VR184             | 21 de novembre de 2005 | Kitt Peak            | Spacewatch           |
| 451342 | 2010 VT196             | 10 de gener de 2006    | Mount Lemmon         | Mt. Lemmon Survey    |
| 451343 | 2010 VE207             | 13 d'octubre de 2010   | Mount Lemmon         | Mt. Lemmon Survey    |
| 451344 | 2010 VS209             | 13 d'octubre de 2010   | Mount Lemmon         | Mt. Lemmon Survey    |
| 451345 | 2010 VY210             | 26 de setembre de 2005 | Kitt Peak            | Spacewatch           |
| 451346 | 2010 VM213             | 12 de novembre de 2005 | Kitt Peak            | Spacewatch           |
| 451347 | 2010 VR218             | 29 d'octubre de 2005   | Catalina             | CSS                  |
| 451348 | 2010 WQ4               | 22 de novembre de 2005 | Kitt Peak            | Spacewatch           |
| 451349 | 2010 WF11              | 30 d'octubre de 2010   | Mount Lemmon         | Mt. Lemmon Survey    |
| 451350 | 2010 WW20              | 11 de novembre de 2010 | Mount Lemmon         | Mt. Lemmon Survey    |
| 451351 | 2010 WL23              | 1 de novembre de 2010  | Kitt Peak            | Spacewatch           |
| 451352 | 2010 WN43              | 11 de novembre de 2010 | Kitt Peak            | Spacewatch           |
| 451353 | 2010 WF47              | 27 de novembre de 2010 | Mount Lemmon         | Mt. Lemmon Survey    |
| 451354 | 2010 WD48              | 2 de novembre de 2010  | Kitt Peak            | Spacewatch           |
| 451355 | 2010 WF51              | 13 d'octubre de 2010   | Mount Lemmon         | Mt. Lemmon Survey    |
| 451356 | 2010 WR53              | 1 de desembre de 2005  | Kitt Peak            | Spacewatch           |
| 451357 | 2010 WY53              | 14 de novembre de 2010 | Kitt Peak            | Spacewatch           |
| 451358 | 2010 WX66              | 29 d'octubre de 2010   | Kitt Peak            | Spacewatch           |
| 451359 | 2010 XJ7               | 10 d'octubre de 2004   | Kitt Peak            | Spacewatch           |
| 451360 | 2010 XP10              | 4 de desembre de 2010  | Catalina             | CSS                  |
| 451361 | 2010 XK12              | 9 d'octubre de 2004    | Kitt Peak            | Spacewatch           |
| 451362 | 2010 XL12              | 23 de gener de 2006    | Catalina             | CSS                  |
| 451363 | 2010 XN22              | 29 de novembre de 2005 | Kitt Peak            | Spacewatch           |
| 451364 | 2010 XX25              | 4 de gener de 2006     | Kitt Peak            | Spacewatch           |
| 451365 | 2010 XU35              | 30 de novembre de 2005 | Kitt Peak            | Spacewatch           |
| 451366 | 2010 XP39              | 4 de setembre de 2010  | Kitt Peak            | Spacewatch           |
| 451367 | 2010 XP76              | 3 de desembre de 2010  | Mount Lemmon         | Mt. Lemmon Survey    |
| 451368 | 2010 XA79              | 2 de novembre de 2010  | Kitt Peak            | Spacewatch           |
| 451369 | 2010 XG83              | 16 d'agost de 2004     | Siding Spring        | Siding Spring Survey |
| 451370 | 2011 AK5               | 8 de gener de 2011     | Mount Lemmon         | Mt. Lemmon Survey    |
| 451371 | 2011 AX19              | 14 d'octubre de 2010   | Mount Lemmon         | Mt. Lemmon Survey    |
| 451372 | 2011 AQ21              | 15 de setembre de 2009 | Kitt Peak            | Spacewatch           |
| 451373 | 2011 AS34              | 15 de desembre de 2004 | Socorro              | LINEAR               |
| 451374 | 2011 AJ35              | 9 de desembre de 2010  | Mount Lemmon         | Mt. Lemmon Survey    |
| 451375 | 2011 AH60              | 16 de setembre de 2009 | Mount Lemmon         | Mt. Lemmon Survey    |
| 451376 | 2011 AS63              | 27 de setembre de 2009 | Kitt Peak            | Spacewatch           |
| 451377 | 2011 AL74              | 2 de desembre de 2004  | Kitt Peak            | Spacewatch           |
| 451378 | 2011 AM79              | 12 de desembre de 2004 | Kitt Peak            | Spacewatch           |
| 451379 | 2011 BG                | 3 de desembre de 2010  | Mount Lemmon         | Mt. Lemmon Survey    |
| 451380 | 2011 BR2               | 15 de novembre de 2010 | Mount Lemmon         | Mt. Lemmon Survey    |
| 451381 | 2011 BE15              | 16 de setembre de 2003 | Kitt Peak            | Spacewatch           |
| 451382 | 2011 BJ15              | 25 de gener de 2011    | Catalina             | CSS                  |
| 451383 | 2011 BA25              | 5 de desembre de 2010  | Mount Lemmon         | Mt. Lemmon Survey    |
| 451384 | 2011 BA53              | 7 de setembre de 2008  | Mount Lemmon         | Mt. Lemmon Survey    |
| 451385 | 2011 BY57              | 11 de febrer de 2010   | WISE                 | WISE                 |
| 451386 | 2011 BY63              | 10 de gener de 2011    | Mount Lemmon         | Mt. Lemmon Survey    |
| 451387 | 2011 CQ8               | 29 de juliol de 2009   | Kitt Peak            | Spacewatch           |
| 451388 | 2011 CG10              | 23 de març de 2006     | Mount Lemmon         | Mt. Lemmon Survey    |
| 451389 | 2011 CT40              | 14 de gener de 2010    | WISE                 | WISE                 |
| 451390 | 2011 CQ60              | 16 de setembre de 2009 | Kitt Peak            | Spacewatch           |
| 451391 | 2011 CR66              | 13 de gener de 2011    | Kitt Peak            | Spacewatch           |
| 451392 | 2011 CJ75              | 26 d'octubre de 2009   | Mount Lemmon         | Mt. Lemmon Survey    |
| 451393 | 2011 DQ10              | 13 de gener de 2010    | WISE                 | WISE                 |
| 451394 | 2011 DD11              | 10 de febrer de 2011   | Mount Lemmon         | Mt. Lemmon Survey    |
| 451395 | 2011 DF31              | 2 de gener de 2011     | Mount Lemmon         | Mt. Lemmon Survey    |
| 451396 | 2011 ED18              | 22 de febrer de 2011   | Kitt Peak            | Spacewatch           |
| 451397 | 2011 EZ78              | 15 de març de 2011     | Mount Lemmon         | Mt. Lemmon Survey    |
| 451398 | 2011 FV8               | 4 de març de 2011      | Mount Lemmon         | Mt. Lemmon Survey    |
| 451399 | 2011 FA12              | 2 de març de 2005      | Socorro              | LINEAR               |
| 451400 | 2011 HD73              | 31 d'octubre de 1999   | Kitt Peak            | Spacewatch           |

## 451401–451500
| Nom    | Designació provisional | Data de descobriment   | Lloc de descobriment | Descobridor/s        |
| ------ | ---------------------- | ---------------------- | -------------------- | -------------------- |
| 451401 | 2011 KT12              | 27 d'abril de 2011     | Catalina             | CSS                  |
| 451402 | 2011 KL18              | 7 de gener de 2010     | Mount Lemmon         | Mt. Lemmon Survey    |
| 451403 | 2011 MG3               | 26 de juny de 2011     | Mount Lemmon         | Mt. Lemmon Survey    |
| 451404 | 2011 NJ1               | 10 d'octubre de 2008   | Mount Lemmon         | Mt. Lemmon Survey    |
| 451405 | 2011 OA9               | 29 d'octubre de 2008   | Kitt Peak            | Spacewatch           |
| 451406 | 2011 OG13              | 4 de novembre de 2004  | Kitt Peak            | Spacewatch           |
| 451407 | 2011 OZ16              | 20 de gener de 2006    | Kitt Peak            | Spacewatch           |
| 451408 | 2011 OF20              | 28 de maig de 2011     | Mount Lemmon         | Mt. Lemmon Survey    |
| 451409 | 2011 OF24              | 28 de juliol de 2011   | Siding Spring        | Siding Spring Survey |
| 451410 | 2011 PP11              | 12 de juny de 2011     | Mount Lemmon         | Mt. Lemmon Survey    |
| 451411 | 2011 QK27              | 24 de setembre de 2000 | Anderson Mesa        | LONEOS               |
| 451412 | 2011 QS28              | 11 de març de 2007     | Catalina             | CSS                  |
| 451413 | 2011 QZ31              | 24 de setembre de 2000 | Anderson Mesa        | LONEOS               |
| 451414 | 2011 QR46              | 28 de maig de 2011     | Mount Lemmon         | Mt. Lemmon Survey    |
| 451415 | 2011 QY46              | 17 de juny de 2007     | Kitt Peak            | Spacewatch           |
| 451416 | 2011 QR53              | 8 d'octubre de 2008    | Mount Lemmon         | Mt. Lemmon Survey    |
| 451417 | 2011 QY53              | 29 de novembre de 2005 | Kitt Peak            | Spacewatch           |
| 451418 | 2011 QN56              | 8 d'octubre de 2004    | Kitt Peak            | Spacewatch           |
| 451419 | 2011 QU68              | 13 de desembre de 2004 | Kitt Peak            | Spacewatch           |
| 451420 | 2011 QM73              | 8 d'octubre de 2004    | Kitt Peak            | Spacewatch           |
| 451421 | 2011 QK74              | 23 d'agost de 2007     | Kitt Peak            | Spacewatch           |
| 451422 | 2011 QV77              | 28 de setembre de 2000 | Kitt Peak            | Spacewatch           |
| 451423 | 2011 QL85              | 29 de desembre de 2008 | Mount Lemmon         | Mt. Lemmon Survey    |
| 451424 | 2011 RH4               | 7 de setembre de 2011  | Kitt Peak            | Spacewatch           |
| 451425 | 2011 RS4               | 22 d'agost de 2007     | Anderson Mesa        | LONEOS               |
| 451426 | 2011 RM5               | 23 d'octubre de 2008   | Kitt Peak            | Spacewatch           |
| 451427 | 2011 RN6               | 13 de març de 2010     | Mount Lemmon         | Mt. Lemmon Survey    |
| 451428 | 2011 RH9               | 9 d'octubre de 1993    | Kitt Peak            | Spacewatch           |
| 451429 | 2011 RL16              | 25 de gener de 2009    | Kitt Peak            | Spacewatch           |
| 451430 | 2011 SK2               | 5 de febrer de 2009    | Kitt Peak            | Spacewatch           |
| 451431 | 2011 SA3               | 26 de gener de 2006    | Kitt Peak            | Spacewatch           |
| 451432 | 2011 SV3               | 27 de setembre de 2000 | Socorro              | LINEAR               |
| 451433 | 2011 SK11              | 17 d'octubre de 2007   | Mount Lemmon         | Mt. Lemmon Survey    |
| 451434 | 2011 SL30              | 31 de gener de 2006    | Kitt Peak            | Spacewatch           |
| 451435 | 2011 SW33              | 2 de febrer de 2009    | Mount Lemmon         | Mt. Lemmon Survey    |
| 451436 | 2011 SU39              | 21 de setembre de 2011 | Kitt Peak            | Spacewatch           |
| 451437 | 2011 SD52              | 9 de setembre de 2011  | Kitt Peak            | Spacewatch           |
| 451438 | 2011 SA80              | 12 de febrer de 2002   | Kitt Peak            | Spacewatch           |
| 451439 | 2011 SZ90              | 22 de setembre de 2011 | Kitt Peak            | Spacewatch           |
| 451440 | 2011 SY102             | 20 de setembre de 2011 | Catalina             | CSS                  |
| 451441 | 2011 SL103             | 8 de setembre de 2011  | Kitt Peak            | Spacewatch           |
| 451442 | 2011 SM105             | 23 de setembre de 2011 | Kitt Peak            | Spacewatch           |
| 451443 | 2011 SL128             | 8 de setembre de 2007  | Mount Lemmon         | Mt. Lemmon Survey    |
| 451444 | 2011 SO129             | 25 de febrer de 2006   | Kitt Peak            | Spacewatch           |
| 451445 | 2011 SV134             | 18 de setembre de 2011 | Mount Lemmon         | Mt. Lemmon Survey    |
| 451446 | 2011 SO139             | 4 d'octubre de 2007    | Mount Lemmon         | Mt. Lemmon Survey    |
| 451447 | 2011 SD169             | 19 d'octubre de 2003   | Kitt Peak            | Spacewatch           |
| 451448 | 2011 SL175             | 20 de desembre de 2004 | Mount Lemmon         | Mt. Lemmon Survey    |
| 451449 | 2011 SP175             | 4 de febrer de 2005    | Kitt Peak            | Spacewatch           |
| 451450 | 2011 SF204             | 3 de març de 2009      | Kitt Peak            | Spacewatch           |
| 451451 | 2011 SH205             | 15 de gener de 2005    | Kitt Peak            | Spacewatch           |
| 451452 | 2011 SN208             | 2 de març de 2009      | Mount Lemmon         | Mt. Lemmon Survey    |
| 451453 | 2011 SN218             | 7 de novembre de 2007  | Catalina             | CSS                  |
| 451454 | 2011 SO232             | 19 de gener de 2009    | Mount Lemmon         | Mt. Lemmon Survey    |
| 451455 | 2011 SV242             | 11 d'agost de 2007     | Anderson Mesa        | LONEOS               |
| 451456 | 2011 SS247             | 24 de març de 2006     | Kitt Peak            | Spacewatch           |
| 451457 | 2011 SC255             | 9 de desembre de 2004  | Kitt Peak            | Spacewatch           |
| 451458 | 2011 SD263             | 4 de desembre de 2008  | Mount Lemmon         | Mt. Lemmon Survey    |
| 451459 | 2011 TW7               | 13 de setembre de 2007 | Catalina             | CSS                  |
| 451460 | 2011 TS10              | 11 de desembre de 2004 | Kitt Peak            | Spacewatch           |
| 451461 | 2011 UU7               | 18 d'octubre de 2011   | Mount Lemmon         | Mt. Lemmon Survey    |
| 451462 | 2011 UE8               | 14 de novembre de 2007 | Kitt Peak            | Spacewatch           |
| 451463 | 2011 UF8               | 15 d'octubre de 2007   | Kitt Peak            | Spacewatch           |
| 451464 | 2011 UA16              | 14 d'octubre de 1999   | Kitt Peak            | Spacewatch           |
| 451465 | 2011 UK16              | 20 de febrer de 2009   | Kitt Peak            | Spacewatch           |
| 451466 | 2011 UM22              | 2 de setembre de 2007  | Mount Lemmon         | Mt. Lemmon Survey    |
| 451467 | 2011 UR24              | 24 d'agost de 2007     | Kitt Peak            | Spacewatch           |
| 451468 | 2011 UA25              | 28 de setembre de 2011 | Mount Lemmon         | Mt. Lemmon Survey    |
| 451469 | 2011 UV27              | 1 de novembre de 2000  | Socorro              | LINEAR               |
| 451470 | 2011 UB32              | 18 de febrer de 2004   | Kitt Peak            | Spacewatch           |
| 451471 | 2011 UP38              | 17 de novembre de 2007 | Kitt Peak            | Spacewatch           |
| 451472 | 2011 UB46              | 13 de setembre de 2007 | Mount Lemmon         | Mt. Lemmon Survey    |
| 451473 | 2011 UA49              | 18 d'octubre de 2011   | Kitt Peak            | Spacewatch           |
| 451474 | 2011 UO50              | 14 de setembre de 2007 | Mount Lemmon         | Mt. Lemmon Survey    |
| 451475 | 2011 UL51              | 20 d'abril de 2009     | Kitt Peak            | Spacewatch           |
| 451476 | 2011 UU52              | 5 de novembre de 2007  | Kitt Peak            | Spacewatch           |
| 451477 | 2011 UC56              | 16 d'octubre de 2007   | Mount Lemmon         | Mt. Lemmon Survey    |
| 451478 | 2011 UF56              | 16 d'octubre de 2007   | Mount Lemmon         | Mt. Lemmon Survey    |
| 451479 | 2011 UK65              | 2 de febrer de 2009    | Catalina             | CSS                  |
| 451480 | 2011 UX66              | 19 de gener de 2005    | Kitt Peak            | Spacewatch           |
| 451481 | 2011 UP77              | 19 d'octubre de 2011   | Kitt Peak            | Spacewatch           |
| 451482 | 2011 UN88              | 21 d'octubre de 2011   | Mount Lemmon         | Mt. Lemmon Survey    |
| 451483 | 2011 UM89              | 10 d'abril de 2005     | Kitt Peak            | Spacewatch           |
| 451484 | 2011 UP103             | 20 d'octubre de 2011   | Kitt Peak            | Spacewatch           |
| 451485 | 2011 UQ103             | 11 de febrer de 2004   | Kitt Peak            | Spacewatch           |
| 451486 | 2011 UK142             | 3 de novembre de 2007  | Kitt Peak            | Spacewatch           |
| 451487 | 2011 UA155             | 14 d'agost de 2007     | Siding Spring        | Siding Spring Survey |
| 451488 | 2011 UB176             | 20 d'octubre de 2011   | Mount Lemmon         | Mt. Lemmon Survey    |
| 451489 | 2011 UJ178             | 16 d'abril de 2010     | WISE                 | WISE                 |
| 451490 | 2011 UW182             | 10 d'abril de 2005     | Mount Lemmon         | Mt. Lemmon Survey    |
| 451491 | 2011 US186             | 8 de novembre de 2007  | Kitt Peak            | Spacewatch           |
| 451492 | 2011 UP187             | 18 de desembre de 2003 | Kitt Peak            | Spacewatch           |
| 451493 | 2011 UC198             | 30 de desembre de 2000 | Socorro              | LINEAR               |
| 451494 | 2011 UQ198             | 24 de setembre de 2011 | Mount Lemmon         | Mt. Lemmon Survey    |
| 451495 | 2011 UY198             | 13 de novembre de 2007 | Kitt Peak            | Spacewatch           |
| 451496 | 2011 UL209             | 11 de setembre de 2007 | Kitt Peak            | Spacewatch           |
| 451497 | 2011 UN234             | 10 de setembre de 2007 | Kitt Peak            | Spacewatch           |
| 451498 | 2011 UL239             | 8 d'octubre de 2007    | Catalina             | CSS                  |
| 451499 | 2011 UP242             | 24 de setembre de 2011 | Mount Lemmon         | Mt. Lemmon Survey    |
| 451500 | 2011 UA248             | 13 de novembre de 2007 | Kitt Peak            | Spacewatch           |

## 451501–451600
| Nom    | Designació provisional | Data de descobriment   | Lloc de descobriment | Descobridor/s          |
| ------ | ---------------------- | ---------------------- | -------------------- | ---------------------- |
| 451501 | 2011 UP252             | 4 de novembre de 2007  | Kitt Peak            | Spacewatch             |
| 451502 | 2011 UM258             | 17 d'octubre de 2007   | Mount Lemmon         | Mt. Lemmon Survey      |
| 451503 | 2011 UH262             | 9 de novembre de 2007  | Kitt Peak            | Spacewatch             |
| 451504 | 2011 UZ262             | 23 de maig de 2010     | WISE                 | WISE                   |
| 451505 | 2011 UX273             | 14 de setembre de 2007 | Mount Lemmon         | Mt. Lemmon Survey      |
| 451506 | 2011 UW305             | 4 d'octubre de 2007    | Mount Lemmon         | Mt. Lemmon Survey      |
| 451507 | 2011 UM312             | 22 de setembre de 2011 | Mount Lemmon         | Mt. Lemmon Survey      |
| 451508 | 2011 UD316             | 5 de novembre de 2007  | Mount Lemmon         | Mt. Lemmon Survey      |
| 451509 | 2011 UQ317             | 16 de desembre de 2007 | Catalina             | CSS                    |
| 451510 | 2011 UE331             | 11 de desembre de 1998 | Kitt Peak            | Spacewatch             |
| 451511 | 2011 UC339             | 14 de setembre de 2007 | Kitt Peak            | Spacewatch             |
| 451512 | 2011 UD340             | 10 de setembre de 2004 | Kitt Peak            | Spacewatch             |
| 451513 | 2011 UA345             | 5 d'octubre de 2007    | Kitt Peak            | Spacewatch             |
| 451514 | 2011 UZ349             | 13 de juny de 2010     | WISE                 | WISE                   |
| 451515 | 2011 UY361             | 18 de novembre de 2007 | Mount Lemmon         | Mt. Lemmon Survey      |
| 451516 | 2011 UA367             | 14 de setembre de 2007 | Kitt Peak            | Spacewatch             |
| 451517 | 2011 UP385             | 27 de setembre de 2011 | Mount Lemmon         | Mt. Lemmon Survey      |
| 451518 | 2011 UE386             | 29 d'octubre de 1998   | Kitt Peak            | Spacewatch             |
| 451519 | 2011 UK392             | 20 de novembre de 2007 | Mount Lemmon         | Mt. Lemmon Survey      |
| 451520 | 2011 UW396             | 23 de novembre de 2003 | Socorro              | LINEAR                 |
| 451521 | 2011 UZ398             | 16 d'octubre de 2007   | Catalina             | CSS                    |
| 451522 | 2011 VC6               | 17 d'octubre de 2007   | Mount Lemmon         | Mt. Lemmon Survey      |
| 451523 | 2011 VG7               | 14 de novembre de 2007 | Kitt Peak            | Spacewatch             |
| 451524 | 2011 VA16              | 3 de novembre de 2011  | Kitt Peak            | Spacewatch             |
| 451525 | 2011 WV3               | 12 de juny de 2010     | WISE                 | WISE                   |
| 451526 | 2011 WH6               | 20 de gener de 2009    | Kitt Peak            | Spacewatch             |
| 451527 | 2011 WM11              | 16 de novembre de 2011 | Mount Lemmon         | Mt. Lemmon Survey      |
| 451528 | 2011 WN11              | 2 de març de 2009      | Mount Lemmon         | Mt. Lemmon Survey      |
| 451529 | 2011 WJ20              | 13 d'octubre de 2006   | Kitt Peak            | Spacewatch             |
| 451530 | 2011 WZ30              | 2 de novembre de 2011  | Kitt Peak            | Spacewatch             |
| 451531 | 2011 WM34              | 27 d'octubre de 2011   | Mount Lemmon         | Mt. Lemmon Survey      |
| 451532 | 2011 WU34              | 22 d'octubre de 2011   | Kitt Peak            | Spacewatch             |
| 451533 | 2011 WY34              | 30 d'abril de 2009     | Catalina             | CSS                    |
| 451534 | 2011 WO35              | 22 de novembre de 2011 | XuYi                 | PMO NEO Survey Program |
| 451535 | 2011 WW40              | 17 de novembre de 2007 | Mount Lemmon         | Mt. Lemmon Survey      |
| 451536 | 2011 WX49              | 9 d'octubre de 2007    | Mount Lemmon         | Mt. Lemmon Survey      |
| 451537 | 2011 WJ52              | 23 de novembre de 2011 | Mount Lemmon         | Mt. Lemmon Survey      |
| 451538 | 2011 WJ63              | 16 de novembre de 2011 | Mount Lemmon         | Mt. Lemmon Survey      |
| 451539 | 2011 WE70              | 8 de novembre de 2007  | Mount Lemmon         | Mt. Lemmon Survey      |
| 451540 | 2011 WP73              | 5 de desembre de 2007  | Kitt Peak            | Spacewatch             |
| 451541 | 2011 WF84              | 21 de desembre de 2003 | Kitt Peak            | Spacewatch             |
| 451542 | 2011 WU90              | 28 d'agost de 2006     | Siding Spring        | Siding Spring Survey   |
| 451543 | 2011 WY96              | 19 d'agost de 2006     | Anderson Mesa        | LONEOS                 |
| 451544 | 2011 WV107             | 18 de novembre de 2011 | Kitt Peak            | Spacewatch             |
| 451545 | 2011 WG112             | 28 d'octubre de 2011   | Kitt Peak            | Spacewatch             |
| 451546 | 2011 WJ112             | 24 d'octubre de 2011   | Kitt Peak            | Spacewatch             |
| 451547 | 2011 WQ114             | 27 de desembre de 2003 | Socorro              | LINEAR                 |
| 451548 | 2011 WE116             | 11 de novembre de 2007 | Mount Lemmon         | Mt. Lemmon Survey      |
| 451549 | 2011 WH118             | 17 de desembre de 2007 | Mount Lemmon         | Mt. Lemmon Survey      |
| 451550 | 2011 WV122             | 5 de novembre de 2007  | Kitt Peak            | Spacewatch             |
| 451551 | 2011 WF124             | 28 d'octubre de 2011   | Mount Lemmon         | Mt. Lemmon Survey      |
| 451552 | 2011 WU125             | 24 de novembre de 2003 | Kitt Peak            | Spacewatch             |
| 451553 | 2011 WV130             | 16 de novembre de 2011 | Kitt Peak            | Spacewatch             |
| 451554 | 2011 WJ135             | 30 de maig de 2009     | Mount Lemmon         | Mt. Lemmon Survey      |
| 451555 | 2011 WK135             | 30 de desembre de 2007 | Kitt Peak            | Spacewatch             |
| 451556 | 2011 WR135             | 21 de gener de 1996    | Kitt Peak            | Spacewatch             |
| 451557 | 2011 WW140             | 18 de novembre de 2011 | Mount Lemmon         | Mt. Lemmon Survey      |
| 451558 | 2011 YK1               | 6 de novembre de 2007  | Mount Lemmon         | Mt. Lemmon Survey      |
| 451559 | 2011 YW7               | 12 de gener de 2008    | Mount Lemmon         | Mt. Lemmon Survey      |
| 451560 | 2011 YJ17              | 26 de novembre de 1998 | Kitt Peak            | Spacewatch             |
| 451561 | 2011 YT27              | 17 de setembre de 2010 | Mount Lemmon         | Mt. Lemmon Survey      |
| 451562 | 2011 YM32              | 8 de febrer de 2008    | Mount Lemmon         | Mt. Lemmon Survey      |
| 451563 | 2011 YB45              | 27 de setembre de 2006 | Catalina             | CSS                    |
| 451564 | 2011 YT50              | 2 de novembre de 2007  | Kitt Peak            | Spacewatch             |
| 451565 | 2011 YD53              | 27 de novembre de 2011 | Mount Lemmon         | Mt. Lemmon Survey      |
| 451566 | 2011 YJ68              | 31 de desembre de 2011 | Kitt Peak            | Spacewatch             |
| 451567 | 2011 YR68              | 3 de setembre de 2010  | Socorro              | LINEAR                 |
| 451568 | 2011 YM69              | 20 de gener de 2008    | Mount Lemmon         | Mt. Lemmon Survey      |
| 451569 | 2011 YJ74              | 24 de gener de 2004    | Socorro              | LINEAR                 |
| 451570 | 2011 YZ76              | 28 de novembre de 2005 | Kitt Peak            | Spacewatch             |
| 451571 | 2011 YG77              | 18 de novembre de 2011 | Mount Lemmon         | Mt. Lemmon Survey      |
| 451572 | 2011 YC78              | 21 de desembre de 2003 | Kitt Peak            | Spacewatch             |
| 451573 | 2011 YS78              | 16 de novembre de 2006 | Catalina             | CSS                    |
| 451574 | 2012 AU                | 3 de desembre de 2003  | Anderson Mesa        | LONEOS                 |
| 451575 | 2012 AC2               | 28 de juny de 2010     | WISE                 | WISE                   |
| 451576 | 2012 AU5               | 27 de desembre de 2011 | Kitt Peak            | Spacewatch             |
| 451577 | 2012 AR13              | 25 de setembre de 2006 | Mount Lemmon         | Mt. Lemmon Survey      |
| 451578 | 2012 AE14              | 23 de març de 2007     | Siding Spring        | Siding Spring Survey   |
| 451579 | 2012 AV20              | 10 de febrer de 2008   | Catalina             | CSS                    |
| 451580 | 2012 AC21              | 27 de novembre de 1998 | Kitt Peak            | Spacewatch             |
| 451581 | 2012 BH2               | 22 d'octubre de 2006   | Kitt Peak            | Spacewatch             |
| 451582 | 2012 BQ4               | 18 de gener de 2012    | Kitt Peak            | Spacewatch             |
| 451583 | 2012 BE9               | 7 de gener de 2003     | Socorro              | LINEAR                 |
| 451584 | 2012 BW10              | 28 de desembre de 2011 | Mount Lemmon         | Mt. Lemmon Survey      |
| 451585 | 2012 BD29              | 18 de novembre de 2006 | Kitt Peak            | Spacewatch             |
| 451586 | 2012 BM30              | 27 de març de 2008     | Mount Lemmon         | Mt. Lemmon Survey      |
| 451587 | 2012 BF43              | 21 d'octubre de 2006   | Mount Lemmon         | Mt. Lemmon Survey      |
| 451588 | 2012 BO58              | 8 de juny de 2005      | Kitt Peak            | Spacewatch             |
| 451589 | 2012 BM59              | 30 de setembre de 2006 | Catalina             | CSS                    |
| 451590 | 2012 BC67              | 2 de gener de 2012     | Mount Lemmon         | Mt. Lemmon Survey      |
| 451591 | 2012 BY71              | 17 de febrer de 2007   | Mount Lemmon         | Mt. Lemmon Survey      |
| 451592 | 2012 BJ78              | 3 de setembre de 2010  | Mount Lemmon         | Mt. Lemmon Survey      |
| 451593 | 2012 BQ98              | 23 d'agost de 2001     | Kitt Peak            | Spacewatch             |
| 451594 | 2012 BV119             | 18 de gener de 2012    | Kitt Peak            | Spacewatch             |
| 451595 | 2012 BQ132             | 11 de novembre de 2006 | Kitt Peak            | Spacewatch             |
| 451596 | 2012 BF140             | 31 de gener de 2012    | Mount Lemmon         | Mt. Lemmon Survey      |
| 451597 | 2012 CP9               | 1 de febrer de 2012    | Kitt Peak            | Spacewatch             |
| 451598 | 2012 CF21              | 15 de setembre de 2006 | Kitt Peak            | Spacewatch             |
| 451599 | 2012 CS36              | 19 de gener de 2012    | Kitt Peak            | Spacewatch             |
| 451600 | 2012 CC37              | 10 de març de 2007     | Kitt Peak            | Spacewatch             |

## 451601–451700
| Nom    | Designació provisional | Data de descobriment   | Lloc de descobriment | Descobridor/s     |
| ------ | ---------------------- | ---------------------- | -------------------- | ----------------- |
| 451601 | 2012 CD47              | 19 de setembre de 2009 | Kitt Peak            | Spacewatch        |
| 451602 | 2012 CC57              | 11 d'octubre de 2010   | Mount Lemmon         | Mt. Lemmon Survey |
| 451603 | 2012 DQ2               | 10 d'octubre de 2004   | Kitt Peak            | Spacewatch        |
| 451604 | 2012 DM10              | 30 de gener de 2012    | Kitt Peak            | Spacewatch        |
| 451605 | 2012 DN12              | 30 de gener de 2012    | Kitt Peak            | Spacewatch        |
| 451606 | 2012 DR13              | 21 de febrer de 2012   | Mount Lemmon         | Mt. Lemmon Survey |
| 451607 | 2012 DY14              | 22 d'abril de 2007     | Catalina             | CSS               |
| 451608 | 2012 DH17              | 26 d'abril de 2008     | Kitt Peak            | Spacewatch        |
| 451609 | 2012 DG18              | 18 de gener de 2012    | Kitt Peak            | Spacewatch        |
| 451610 | 2012 DW24              | 15 de setembre de 2009 | Kitt Peak            | Spacewatch        |
| 451611 | 2012 DV39              | 16 de març de 2007     | Kitt Peak            | Spacewatch        |
| 451612 | 2012 DJ51              | 28 de desembre de 2005 | Kitt Peak            | Spacewatch        |
| 451613 | 2012 DM57              | 25 de febrer de 2012   | Mount Lemmon         | Mt. Lemmon Survey |
| 451614 | 2012 DH77              | 21 de febrer de 2012   | Kitt Peak            | Spacewatch        |
| 451615 | 2012 DX84              | 15 de setembre de 2004 | Kitt Peak            | Spacewatch        |
| 451616 | 2012 DR88              | 23 de febrer de 2012   | Mount Lemmon         | Mt. Lemmon Survey |
| 451617 | 2012 DK96              | 11 de març de 2007     | Mount Lemmon         | Mt. Lemmon Survey |
| 451618 | 2012 EQ5               | 27 de gener de 2012    | Mount Lemmon         | Mt. Lemmon Survey |
| 451619 | 2012 FQ14              | 17 de novembre de 2009 | Mount Lemmon         | Mt. Lemmon Survey |
| 451620 | 2012 FR21              | 22 de febrer de 2012   | Kitt Peak            | Spacewatch        |
| 451621 | 2012 FA33              | 16 d'octubre de 2009   | Mount Lemmon         | Mt. Lemmon Survey |
| 451622 | 2012 FJ45              | 27 de setembre de 2009 | Kitt Peak            | Spacewatch        |
| 451623 | 2012 FW58              | 16 de març de 2012     | Mount Lemmon         | Mt. Lemmon Survey |
| 451624 | 2012 FY67              | 18 de setembre de 2009 | Kitt Peak            | Spacewatch        |
| 451625 | 2012 FR68              | 10 d'octubre de 2004   | Kitt Peak            | Spacewatch        |
| 451626 | 2012 FN69              | 26 de març de 2007     | Kitt Peak            | Spacewatch        |
| 451627 | 2012 FV78              | 8 de juny de 2007      | Kitt Peak            | Spacewatch        |
| 451628 | 2012 FX79              | 7 d'octubre de 2004    | Kitt Peak            | Spacewatch        |
| 451629 | 2012 GH8               | 15 d'octubre de 2009   | Mount Lemmon         | Mt. Lemmon Survey |
| 451630 | 2012 GR12              | 3 de desembre de 2010  | Catalina             | CSS               |
| 451631 | 2012 GL13              | 16 d'octubre de 2009   | Mount Lemmon         | Mt. Lemmon Survey |
| 451632 | 2012 GB21              | 22 de setembre de 2009 | Kitt Peak            | Spacewatch        |
| 451633 | 2012 GR26              | 14 de març de 2012     | Kitt Peak            | Spacewatch        |
| 451634 | 2012 GR27              | 20 de febrer de 2001   | Socorro              | LINEAR            |
| 451635 | 2012 GD29              | 14 d'octubre de 2009   | Mount Lemmon         | Mt. Lemmon Survey |
| 451636 | 2012 HP18              | 27 de febrer de 2006   | Kitt Peak            | Spacewatch        |
| 451637 | 2012 HW34              | 25 de setembre de 2009 | Kitt Peak            | Spacewatch        |
| 451638 | 2012 HF56              | 26 de gener de 2006    | Kitt Peak            | Spacewatch        |
| 451639 | 2012 HR63              | 8 de desembre de 2004  | Socorro              | LINEAR            |
| 451640 | 2012 HT64              | 11 de novembre de 2004 | Kitt Peak            | Spacewatch        |
| 451641 | 2012 HX71              | 27 de gener de 2006    | Mount Lemmon         | Mt. Lemmon Survey |
| 451642 | 2012 HO82              | 25 d'abril de 2003     | Kitt Peak            | Spacewatch        |
| 451643 | 2012 HA83              | 9 de març de 2006      | Catalina             | CSS               |
| 451644 | 2012 JJ16              | 20 de gener de 2010    | WISE                 | WISE              |
| 451645 | 2012 JE25              | 24 de març de 2001     | Anderson Mesa        | LONEOS            |
| 451646 | 2012 JX60              | 17 de novembre de 2010 | Mount Lemmon         | Mt. Lemmon Survey |
| 451647 | 2012 JA66              | 26 de novembre de 2009 | Mount Lemmon         | Mt. Lemmon Survey |
| 451648 | 2012 KA37              | 24 de desembre de 2005 | Kitt Peak            | Spacewatch        |
| 451649 | 2012 PW18              | 8 de gener de 2006     | Mount Lemmon         | Mt. Lemmon Survey |
| 451650 | 2012 SE16              | 9 de novembre de 2009  | Kitt Peak            | Spacewatch        |
| 451651 | 2012 SU30              | 16 de setembre de 2012 | Catalina             | CSS               |
| 451652 | 2012 TG129             | 15 de setembre de 2012 | Kitt Peak            | Spacewatch        |
| 451653 | 2012 UO57              | 8 d'octubre de 2012    | Kitt Peak            | Spacewatch        |
| 451654 | 2012 UN151             | 23 de setembre de 2012 | Mount Lemmon         | Mt. Lemmon Survey |
| 451655 | 2012 VY75              | 13 de novembre de 2012 | Mount Lemmon         | Mt. Lemmon Survey |
| 451656 | 2012 WF29              | 29 de març de 2011     | Kitt Peak            | Spacewatch        |
| 451657 | 2012 WD36              | 19 de novembre de 2012 | Cerro Tololo         | DECam             |
| 451658 | 2012 XT67              | 12 de març de 2010     | Kitt Peak            | Spacewatch        |
| 451659 | 2012 XG105             | 5 de gener de 2002     | Kitt Peak            | Spacewatch        |
| 451660 | 2012 XS151             | 25 de gener de 2006    | Kitt Peak            | Spacewatch        |
| 451661 | 2012 XM152             | 21 de setembre de 2008 | Kitt Peak            | Spacewatch        |
| 451662 | 2013 AH9               | 24 de setembre de 2011 | Mount Lemmon         | Mt. Lemmon Survey |
| 451663 | 2013 AU12              | 21 d'octubre de 2008   | Kitt Peak            | Spacewatch        |
| 451664 | 2013 AV31              | 8 de gener de 2006     | Mount Lemmon         | Mt. Lemmon Survey |
| 451665 | 2013 AV38              | 10 de novembre de 2005 | Kitt Peak            | Spacewatch        |
| 451666 | 2013 AS58              | 26 de desembre de 2005 | Kitt Peak            | Spacewatch        |
| 451667 | 2013 AA59              | 2 de desembre de 2008  | Kitt Peak            | Spacewatch        |
| 451668 | 2013 AW70              | 23 de setembre de 2008 | Mount Lemmon         | Mt. Lemmon Survey |
| 451669 | 2013 AR80              | 13 de novembre de 2012 | Mount Lemmon         | Mt. Lemmon Survey |
| 451670 | 2013 AE89              | 3 de setembre de 2008  | Kitt Peak            | Spacewatch        |
| 451671 | 2013 AT89              | 10 d'octubre de 2008   | Mount Lemmon         | Mt. Lemmon Survey |
| 451672 | 2013 AG99              | 20 de gener de 2009    | Catalina             | CSS               |
| 451673 | 2013 AE100             | 24 d'agost de 2007     | Kitt Peak            | Spacewatch        |
| 451674 | 2013 AQ104             | 2 de desembre de 2005  | Mount Lemmon         | Mt. Lemmon Survey |
| 451675 | 2013 AZ106             | 25 d'octubre de 2008   | Kitt Peak            | Spacewatch        |
| 451676 | 2013 AC116             | 13 de març de 2010     | Mount Lemmon         | Mt. Lemmon Survey |
| 451677 | 2013 AO126             | 6 de febrer de 2010    | Kitt Peak            | Spacewatch        |
| 451678 | 2013 AT136             | 7 de febrer de 2006    | Kitt Peak            | Spacewatch        |
| 451679 | 2013 AZ166             | 16 de juny de 2010     | Mount Lemmon         | Mt. Lemmon Survey |
| 451680 | 2013 BN9               | 5 de desembre de 2008  | Kitt Peak            | Spacewatch        |
| 451681 | 2013 BJ12              | 5 de desembre de 2008  | Kitt Peak            | Spacewatch        |
| 451682 | 2013 BK22              | 18 de juliol de 2007   | Mount Lemmon         | Mt. Lemmon Survey |
| 451683 | 2013 BA49              | 29 de desembre de 2008 | Kitt Peak            | Spacewatch        |
| 451684 | 2013 BV63              | 31 de gener de 2006    | Kitt Peak            | Spacewatch        |
| 451685 | 2013 BK66              | 9 de gener de 2013     | Kitt Peak            | Spacewatch        |
| 451686 | 2013 BR67              | 30 de novembre de 2008 | Mount Lemmon         | Mt. Lemmon Survey |
| 451687 | 2013 BF68              | 5 de desembre de 2008  | Kitt Peak            | Spacewatch        |
| 451688 | 2013 BV71              | 6 de desembre de 2005  | Kitt Peak            | Spacewatch        |
| 451689 | 2013 BB76              | 22 de febrer de 2010   | WISE                 | WISE              |
| 451690 | 2013 CC6               | 5 de gener de 2013     | Kitt Peak            | Spacewatch        |
| 451691 | 2013 CG6               | 27 de febrer de 2006   | Mount Lemmon         | Mt. Lemmon Survey |
| 451692 | 2013 CO9               | 27 d'octubre de 2008   | Kitt Peak            | Spacewatch        |
| 451693 | 2013 CO11              | 25 de gener de 2006    | Kitt Peak            | Spacewatch        |
| 451694 | 2013 CG22              | 10 d'abril de 2010     | Mount Lemmon         | Mt. Lemmon Survey |
| 451695 | 2013 CL29              | 1 de gener de 2009     | Mount Lemmon         | Mt. Lemmon Survey |
| 451696 | 2013 CH34              | 12 de desembre de 2012 | Kitt Peak            | Spacewatch        |
| 451697 | 2013 CC39              | 23 de desembre de 2001 | Kitt Peak            | Spacewatch        |
| 451698 | 2013 CZ41              | 12 de setembre de 2004 | Kitt Peak            | Spacewatch        |
| 451699 | 2013 CX49              | 25 de setembre de 2008 | Mount Lemmon         | Mt. Lemmon Survey |
| 451700 | 2013 CY60              | 1 de març de 2009      | Mount Lemmon         | Mt. Lemmon Survey |

## 451701–451800
| Nom    | Designació provisional | Data de descobriment   | Lloc de descobriment | Descobridor/s     |
| ------ | ---------------------- | ---------------------- | -------------------- | ----------------- |
| 451701 | 2013 CL65              | 21 de desembre de 2008 | Kitt Peak            | Spacewatch        |
| 451702 | 2013 CN66              | 10 de març de 2005     | Mount Lemmon         | Mt. Lemmon Survey |
| 451703 | 2013 CC67              | 30 d'octubre de 2008   | Mount Lemmon         | Mt. Lemmon Survey |
| 451704 | 2013 CL72              | 18 de novembre de 2011 | Mount Lemmon         | Mt. Lemmon Survey |
| 451705 | 2013 CN73              | 7 de gener de 2013     | Kitt Peak            | Spacewatch        |
| 451706 | 2013 CN89              | 6 de febrer de 2013    | Kitt Peak            | Spacewatch        |
| 451707 | 2013 CL106             | 2 de desembre de 2008  | Kitt Peak            | Spacewatch        |
| 451708 | 2013 CZ107             | 19 d'octubre de 2011   | Mount Lemmon         | Mt. Lemmon Survey |
| 451709 | 2013 CN116             | 19 de desembre de 2007 | Kitt Peak            | Spacewatch        |
| 451710 | 2013 CF118             | 3 de novembre de 2011  | Mount Lemmon         | Mt. Lemmon Survey |
| 451711 | 2013 CC119             | 8 d'octubre de 2008    | Mount Lemmon         | Mt. Lemmon Survey |
| 451712 | 2013 CB127             | 7 d'octubre de 2004    | Kitt Peak            | Spacewatch        |
| 451713 | 2013 CE132             | 25 d'octubre de 2008   | Kitt Peak            | Spacewatch        |
| 451714 | 2013 CO147             | 11 de gener de 2002    | Kitt Peak            | Spacewatch        |
| 451715 | 2013 CV161             | 22 de desembre de 2008 | Kitt Peak            | Spacewatch        |
| 451716 | 2013 CE171             | 18 de novembre de 2008 | Kitt Peak            | Spacewatch        |
| 451717 | 2013 CZ175             | 13 de febrer de 2002   | Kitt Peak            | Spacewatch        |
| 451718 | 2013 CB179             | 7 de setembre de 2011  | Kitt Peak            | Spacewatch        |
| 451719 | 2013 CC179             | 7 de febrer de 2002    | Kitt Peak            | Spacewatch        |
| 451720 | 2013 CL184             | 31 de desembre de 2008 | Mount Lemmon         | Mt. Lemmon Survey |
| 451721 | 2013 CO186             | 4 de gener de 2006     | Mount Lemmon         | Mt. Lemmon Survey |
| 451722 | 2013 CA209             | 1 de febrer de 2013    | Kitt Peak            | Spacewatch        |
| 451723 | 2013 CD216             | 15 de gener de 2008    | Mount Lemmon         | Mt. Lemmon Survey |
| 451724 | 2013 CS219             | 16 de gener de 2009    | Mount Lemmon         | Mt. Lemmon Survey |
| 451725 | 2013 DE10              | 10 de setembre de 2007 | Kitt Peak            | Spacewatch        |
| 451726 | 2013 DH14              | 19 de setembre de 2006 | Kitt Peak            | Spacewatch        |
| 451727 | 2013 EY6               | 8 de març de 2005      | Mount Lemmon         | Mt. Lemmon Survey |
| 451728 | 2013 EP7               | 24 de setembre de 2004 | Kitt Peak            | Spacewatch        |
| 451729 | 2013 ED8               | 25 de gener de 2009    | Kitt Peak            | Spacewatch        |
| 451730 | 2013 EZ14              | 29 de desembre de 2008 | Kitt Peak            | Spacewatch        |
| 451731 | 2013 EZ19              | 13 de gener de 2013    | Catalina             | CSS               |
| 451732 | 2013 EX20              | 25 de març de 2006     | Kitt Peak            | Spacewatch        |
| 451733 | 2013 EP21              | 29 de desembre de 2008 | Mount Lemmon         | Mt. Lemmon Survey |
| 451734 | 2013 EC23              | 27 de setembre de 2006 | Mount Lemmon         | Mt. Lemmon Survey |
| 451735 | 2013 EQ24              | 10 de desembre de 2004 | Kitt Peak            | Spacewatch        |
| 451736 | 2013 ES24              | 5 de març de 2013      | Kitt Peak            | Spacewatch        |
| 451737 | 2013 EH25              | 2 d'octubre de 2006    | Mount Lemmon         | Mt. Lemmon Survey |
| 451738 | 2013 EP26              | 26 d'abril de 2006     | Kitt Peak            | Spacewatch        |
| 451739 | 2013 EH32              | 17 d'abril de 2009     | Kitt Peak            | Spacewatch        |
| 451740 | 2013 EA38              | 16 de febrer de 2013   | Kitt Peak            | Spacewatch        |
| 451741 | 2013 EO38              | 1 de març de 2009      | Kitt Peak            | Spacewatch        |
| 451742 | 2013 ER40              | 26 de gener de 2006    | Catalina             | CSS               |
| 451743 | 2013 EO45              | 20 de gener de 2009    | Catalina             | CSS               |
| 451744 | 2013 EG58              | 22 d'octubre de 2011   | Kitt Peak            | Spacewatch        |
| 451745 | 2013 EA64              | 17 de novembre de 1998 | Kitt Peak            | Spacewatch        |
| 451746 | 2013 EH67              | 31 de gener de 2009    | Mount Lemmon         | Mt. Lemmon Survey |
| 451747 | 2013 EE75              | 7 de maig de 2005      | Mount Lemmon         | Mt. Lemmon Survey |
| 451748 | 2013 EC83              | 5 de març de 2008      | Mount Lemmon         | Mt. Lemmon Survey |
| 451749 | 2013 EQ85              | 2 d'abril de 2006      | Kitt Peak            | Spacewatch        |
| 451750 | 2013 EG88              | 23 d'abril de 2009     | Mount Lemmon         | Mt. Lemmon Survey |
| 451751 | 2013 EM92              | 13 de novembre de 2007 | Mount Lemmon         | Mt. Lemmon Survey |
| 451752 | 2013 EF93              | 19 de desembre de 2003 | Kitt Peak            | Spacewatch        |
| 451753 | 2013 EP97              | 18 de gener de 2009    | Kitt Peak            | Spacewatch        |
| 451754 | 2013 EG101             | 18 de desembre de 2001 | Kitt Peak            | Spacewatch        |
| 451755 | 2013 ET104             | 16 de gener de 2009    | Kitt Peak            | Spacewatch        |
| 451756 | 2013 EL105             | 26 de setembre de 2011 | Mount Lemmon         | Mt. Lemmon Survey |
| 451757 | 2013 ER106             | 12 d'octubre de 2007   | Mount Lemmon         | Mt. Lemmon Survey |
| 451758 | 2013 EW113             | 17 de novembre de 2006 | Mount Lemmon         | Mt. Lemmon Survey |
| 451759 | 2013 EH121             | 28 de febrer de 2009   | Mount Lemmon         | Mt. Lemmon Survey |
| 451760 | 2013 ED122             | 13 d'octubre de 2007   | Mount Lemmon         | Mt. Lemmon Survey |
| 451761 | 2013 FE1               | 10 d'octubre de 2004   | Kitt Peak            | Spacewatch        |
| 451762 | 2013 FA7               | 9 de març de 2008      | Mount Lemmon         | Mt. Lemmon Survey |
| 451763 | 2013 FO11              | 17 de juny de 2009     | Kitt Peak            | Spacewatch        |
| 451764 | 2013 FK18              | 27 d'octubre de 2006   | Mount Lemmon         | Mt. Lemmon Survey |
| 451765 | 2013 FU21              | 10 de març de 2005     | Mount Lemmon         | Mt. Lemmon Survey |
| 451766 | 2013 FY24              | 9 de març de 2007      | Mount Lemmon         | Mt. Lemmon Survey |
| 451767 | 2013 FP26              | 15 de desembre de 1998 | Caussols             | ODAS              |
| 451768 | 2013 FU26              | 2 de novembre de 2007  | Kitt Peak            | Spacewatch        |
| 451769 | 2013 GB4               | 3 de desembre de 2008  | Mount Lemmon         | Mt. Lemmon Survey |
| 451770 | 2013 GB13              | 2 d'abril de 2009      | Mount Lemmon         | Mt. Lemmon Survey |
| 451771 | 2013 GJ19              | 12 d'abril de 2005     | Mount Lemmon         | Mt. Lemmon Survey |
| 451772 | 2013 GP24              | 3 de maig de 2008      | Mount Lemmon         | Mt. Lemmon Survey |
| 451773 | 2013 GU36              | 14 de gener de 2008    | Kitt Peak            | Spacewatch        |
| 451774 | 2013 GL62              | 23 d'octubre de 2006   | Kitt Peak            | Spacewatch        |
| 451775 | 2013 GA64              | 7 d'abril de 2006      | Kitt Peak            | Spacewatch        |
| 451776 | 2013 GN71              | 13 de març de 2007     | Mount Lemmon         | Mt. Lemmon Survey |
| 451777 | 2013 GW85              | 17 d'abril de 2009     | Catalina             | CSS               |
| 451778 | 2013 GM91              | 11 de desembre de 2004 | Campo Imperatore     | CINEOS            |
| 451779 | 2013 GG92              | 17 de març de 2007     | Catalina             | CSS               |
| 451780 | 2013 GP92              | 28 de gener de 2004    | Socorro              | LINEAR            |
| 451781 | 2013 GC97              | 21 de setembre de 2009 | Mount Lemmon         | Mt. Lemmon Survey |
| 451782 | 2013 GJ100             | 11 de setembre de 2010 | Mount Lemmon         | Mt. Lemmon Survey |
| 451783 | 2013 GW100             | 25 de setembre de 2009 | Kitt Peak            | Spacewatch        |
| 451784 | 2013 GK109             | 16 de gener de 2008    | Mount Lemmon         | Mt. Lemmon Survey |
| 451785 | 2013 GJ113             | 30 d'octubre de 2010   | Kitt Peak            | Spacewatch        |
| 451786 | 2013 GR123             | 13 de desembre de 2007 | Socorro              | LINEAR            |
| 451787 | 2013 GD124             | 14 d'octubre de 2010   | Mount Lemmon         | Mt. Lemmon Survey |
| 451788 | 2013 GV124             | 13 de febrer de 2008   | Kitt Peak            | Spacewatch        |
| 451789 | 2013 GN129             | 18 de setembre de 2003 | Kitt Peak            | Spacewatch        |
| 451790 | 2013 GY132             | 11 de novembre de 2006 | Mount Lemmon         | Mt. Lemmon Survey |
| 451791 | 2013 GH136             | 14 d'abril de 2013     | Mount Lemmon         | Mt. Lemmon Survey |
| 451792 | 2013 HC5               | 15 d'octubre de 2004   | Kitt Peak            | Spacewatch        |
| 451793 | 2013 HG9               | 3 de febrer de 2008    | Kitt Peak            | Spacewatch        |
| 451794 | 2013 HA10              | 1 de març de 2008      | Mount Lemmon         | Mt. Lemmon Survey |
| 451795 | 2013 HS17              | 12 de febrer de 2012   | Mount Lemmon         | Mt. Lemmon Survey |
| 451796 | 2013 HU19              | 18 de gener de 2008    | Mount Lemmon         | Mt. Lemmon Survey |
| 451797 | 2013 HH21              | 29 d'octubre de 2010   | Mount Lemmon         | Mt. Lemmon Survey |
| 451798 | 2013 HT23              | 5 d'abril de 2000      | Socorro              | LINEAR            |
| 451799 | 2013 HP27              | 27 de setembre de 2006 | Kitt Peak            | Spacewatch        |
| 451800 | 2013 HJ29              | 25 de novembre de 2005 | Kitt Peak            | Spacewatch        |

## 451801–451900
| Nom    | Designació provisional | Data de descobriment   | Lloc de descobriment | Descobridor/s        |
| ------ | ---------------------- | ---------------------- | -------------------- | -------------------- |
| 451801 | 2013 HA30              | 14 de maig de 2008     | Mount Lemmon         | Mt. Lemmon Survey    |
| 451802 | 2013 HM30              | 21 de setembre de 2009 | Mount Lemmon         | Mt. Lemmon Survey    |
| 451803 | 2013 HM32              | 25 de setembre de 2000 | Kitt Peak            | Spacewatch           |
| 451804 | 2013 HT42              | 25 de novembre de 2006 | Kitt Peak            | Spacewatch           |
| 451805 | 2013 HB43              | 10 de setembre de 2010 | Mount Lemmon         | Mt. Lemmon Survey    |
| 451806 | 2013 HH43              | 15 de desembre de 2006 | Kitt Peak            | Spacewatch           |
| 451807 | 2013 HQ43              | 6 de març de 2008      | Mount Lemmon         | Mt. Lemmon Survey    |
| 451808 | 2013 HM46              | 19 de gener de 2004    | Kitt Peak            | Spacewatch           |
| 451809 | 2013 HX47              | 22 de setembre de 2009 | Kitt Peak            | Spacewatch           |
| 451810 | 2013 HQ55              | 22 de setembre de 2009 | Kitt Peak            | Spacewatch           |
| 451811 | 2013 HD56              | 19 d'octubre de 2006   | Mount Lemmon         | Mt. Lemmon Survey    |
| 451812 | 2013 HK56              | 8 de febrer de 2008    | Kitt Peak            | Spacewatch           |
| 451813 | 2013 HH61              | 2 de novembre de 2007  | Kitt Peak            | Spacewatch           |
| 451814 | 2013 HM61              | 28 de setembre de 2006 | Mount Lemmon         | Mt. Lemmon Survey    |
| 451815 | 2013 HO61              | 15 de setembre de 2010 | Kitt Peak            | Spacewatch           |
| 451816 | 2013 HL67              | 17 d'octubre de 2010   | Mount Lemmon         | Mt. Lemmon Survey    |
| 451817 | 2013 HZ88              | 12 de febrer de 2008   | Kitt Peak            | Spacewatch           |
| 451818 | 2013 HW90              | 8 de setembre de 2010  | Kitt Peak            | Spacewatch           |
| 451819 | 2013 HR95              | 15 d'abril de 2008     | Mount Lemmon         | Mt. Lemmon Survey    |
| 451820 | 2013 HJ104             | 16 de desembre de 2007 | Mount Lemmon         | Mt. Lemmon Survey    |
| 451821 | 2013 HK115             | 15 de setembre de 2010 | Kitt Peak            | Spacewatch           |
| 451822 | 2013 HY116             | 16 d'agost de 2009     | Kitt Peak            | Spacewatch           |
| 451823 | 2013 HL117             | 2 de novembre de 2010  | Mount Lemmon         | Mt. Lemmon Survey    |
| 451824 | 2013 HL119             | 22 d'octubre de 2006   | Kitt Peak            | Spacewatch           |
| 451825 | 2013 HA122             | 27 de novembre de 2006 | Kitt Peak            | Spacewatch           |
| 451826 | 2013 HL131             | 31 d'octubre de 2006   | Mount Lemmon         | Mt. Lemmon Survey    |
| 451827 | 2013 HY132             | 18 de febrer de 2008   | Mount Lemmon         | Mt. Lemmon Survey    |
| 451828 | 2013 HC150             | 3 d'octubre de 2010    | Kitt Peak            | Spacewatch           |
| 451829 | 2013 JG5               | 9 de maig de 2002      | Socorro              | LINEAR               |
| 451830 | 2013 JC8               | 11 d'abril de 2013     | Kitt Peak            | Spacewatch           |
| 451831 | 2013 JB9               | 10 de novembre de 2010 | Mount Lemmon         | Mt. Lemmon Survey    |
| 451832 | 2013 JU11              | 4 de maig de 2013      | Mount Lemmon         | Mt. Lemmon Survey    |
| 451833 | 2013 JF13              | 13 de desembre de 2010 | Mount Lemmon         | Mt. Lemmon Survey    |
| 451834 | 2013 JO18              | 17 de novembre de 2001 | Kitt Peak            | Spacewatch           |
| 451835 | 2013 JL20              | 6 de febrer de 2000    | Socorro              | LINEAR               |
| 451836 | 2013 JW29              | 24 d'octubre de 2011   | Mount Lemmon         | Mt. Lemmon Survey    |
| 451837 | 2013 JV32              | 28 de gener de 2003    | Socorro              | LINEAR               |
| 451838 | 2013 JL36              | 28 de gener de 2007    | Kitt Peak            | Spacewatch           |
| 451839 | 2013 JT40              | 13 de maig de 2013     | Kitt Peak            | Spacewatch           |
| 451840 | 2013 JM41              | 2 de desembre de 2010  | Kitt Peak            | Spacewatch           |
| 451841 | 2013 KR2               | 29 d'agost de 2006     | Kitt Peak            | Spacewatch           |
| 451842 | 2013 KV9               | 16 de setembre de 2009 | Mount Lemmon         | Mt. Lemmon Survey    |
| 451843 | 2013 KD11              | 15 de maig de 2004     | Socorro              | LINEAR               |
| 451844 | 2013 KL14              | 12 de novembre de 2006 | Mount Lemmon         | Mt. Lemmon Survey    |
| 451845 | 2013 LW3               | 30 de novembre de 2010 | Mount Lemmon         | Mt. Lemmon Survey    |
| 451846 | 2013 LK5               | 25 de març de 2007     | Mount Lemmon         | Mt. Lemmon Survey    |
| 451847 | 2013 LQ10              | 4 de desembre de 2010  | Mount Lemmon         | Mt. Lemmon Survey    |
| 451848 | 2013 LG18              | 16 d'octubre de 2006   | Kitt Peak            | Spacewatch           |
| 451849 | 2013 MD2               | 26 de març de 2007     | Kitt Peak            | Spacewatch           |
| 451850 | 2014 AT32              | 20 de febrer de 2009   | Siding Spring        | Siding Spring Survey |
| 451851 | 2014 BK38              | 10 de gener de 2007    | Kitt Peak            | Spacewatch           |
| 451852 | 2014 CE9               | 26 de gener de 2006    | Catalina             | CSS                  |
| 451853 | 2014 DF11              | 24 de febrer de 2006   | Kitt Peak            | Spacewatch           |
| 451854 | 2014 DR50              | 18 d'agost de 2006     | Kitt Peak            | Spacewatch           |
| 451855 | 2014 DD74              | 23 d'abril de 2001     | Prescott             | Comba, P. G.         |
| 451856 | 2014 DM110             | 8 de setembre de 2004  | Campo Imperatore     | CINEOS               |
| 451857 | 2014 FM                | 10 de setembre de 2010 | Kitt Peak            | Spacewatch           |
| 451858 | 2014 FB56              | 9 de maig de 2000      | Kitt Peak            | Spacewatch           |
| 451859 | 2014 FD68              | 12 de setembre de 2004 | Socorro              | LINEAR               |
| 451860 | 2014 GY11              | 6 d'octubre de 2008    | Mount Lemmon         | Mt. Lemmon Survey    |
| 451861 | 2014 GM17              | 25 d'abril de 2006     | Kitt Peak            | Spacewatch           |
| 451862 | 2014 GN38              | 23 d'abril de 2007     | Kitt Peak            | Spacewatch           |
| 451863 | 2014 HX1               | 4 d'abril de 2005      | Catalina             | CSS                  |
| 451864 | 2014 HZ2               | 4 de desembre de 2007  | Catalina             | CSS                  |
| 451865 | 2014 HB14              | 6 de desembre de 2012  | Mount Lemmon         | Mt. Lemmon Survey    |
| 451866 | 2014 HE15              | 3 de setembre de 2007  | Catalina             | CSS                  |
| 451867 | 2014 HP17              | 18 de setembre de 1995 | Kitt Peak            | Spacewatch           |
| 451868 | 2014 HU19              | 20 de juny de 2006     | Mount Lemmon         | Mt. Lemmon Survey    |
| 451869 | 2014 HV21              | 10 de març de 2007     | Mount Lemmon         | Mt. Lemmon Survey    |
| 451870 | 2014 HK23              | 30 de juliol de 2008   | Kitt Peak            | Spacewatch           |
| 451871 | 2014 HP32              | 7 de maig de 2007      | Kitt Peak            | Spacewatch           |
| 451872 | 2014 HS33              | 12 d'octubre de 2007   | Mount Lemmon         | Mt. Lemmon Survey    |
| 451873 | 2014 HS37              | 28 de març de 2014     | Mount Lemmon         | Mt. Lemmon Survey    |
| 451874 | 2014 HH41              | 9 de març de 2007      | Kitt Peak            | Spacewatch           |
| 451875 | 2014 HS41              | 10 d'agost de 2007     | Kitt Peak            | Spacewatch           |
| 451876 | 2014 HR44              | 15 d'abril de 2010     | Kitt Peak            | Spacewatch           |
| 451877 | 2014 HF45              | 21 de setembre de 2011 | Mount Lemmon         | Mt. Lemmon Survey    |
| 451878 | 2014 HH45              | 30 d'agost de 2005     | Kitt Peak            | Spacewatch           |
| 451879 | 2014 HL76              | 13 d'octubre de 2010   | Kitt Peak            | Spacewatch           |
| 451880 | 2014 HD77              | 10 de setembre de 2007 | Mount Lemmon         | Mt. Lemmon Survey    |
| 451881 | 2014 HO103             | 2 de febrer de 2006    | Mount Lemmon         | Mt. Lemmon Survey    |
| 451882 | 2014 HF186             | 20 d'abril de 2007     | Kitt Peak            | Spacewatch           |
| 451883 | 2014 HO188             | 2 de gener de 2009     | Mount Lemmon         | Mt. Lemmon Survey    |
| 451884 | 2014 JD3               | 14 de setembre de 2005 | Kitt Peak            | Spacewatch           |
| 451885 | 2014 JO7               | 21 de desembre de 2012 | Mount Lemmon         | Mt. Lemmon Survey    |
| 451886 | 2014 JZ19              | 17 de febrer de 2010   | Mount Lemmon         | Mt. Lemmon Survey    |
| 451887 | 2014 JT22              | 20 d'octubre de 2011   | Mount Lemmon         | Mt. Lemmon Survey    |
| 451888 | 2014 JU30              | 24 d'abril de 2009     | Kitt Peak            | Spacewatch           |
| 451889 | 2014 JO36              | 14 de març de 2007     | Kitt Peak            | Spacewatch           |
| 451890 | 2014 JP36              | 17 de febrer de 2010   | Kitt Peak            | Spacewatch           |
| 451891 | 2014 JB37              | 3 de maig de 1997      | Kitt Peak            | Spacewatch           |
| 451892 | 2014 JS39              | 20 de novembre de 2009 | Mount Lemmon         | Mt. Lemmon Survey    |
| 451893 | 2014 JU41              | 17 de setembre de 2006 | Kitt Peak            | Spacewatch           |
| 451894 | 2014 JU43              | 11 de maig de 2007     | Mount Lemmon         | Mt. Lemmon Survey    |
| 451895 | 2014 JG52              | 25 d'abril de 2003     | Kitt Peak            | Spacewatch           |
| 451896 | 2014 JN54              | 7 d'octubre de 2004    | Siding Spring        | Siding Spring Survey |
| 451897 | 2014 JP55              | 18 d'octubre de 1999   | Kitt Peak            | Spacewatch           |
| 451898 | 2014 JY62              | 20 d'abril de 2010     | Mount Lemmon         | Mt. Lemmon Survey    |
| 451899 | 2014 JM65              | 14 de juny de 2010     | Mount Lemmon         | Mt. Lemmon Survey    |
| 451900 | 2014 JD66              | 7 de novembre de 2008  | Mount Lemmon         | Mt. Lemmon Survey    |

## 451901–452000
| Nom    | Designació provisional | Data de descobriment   | Lloc de descobriment | Descobridor/s        |
| ------ | ---------------------- | ---------------------- | -------------------- | -------------------- |
| 451901 | 2014 JG73              | 16 d'abril de 2001     | Kitt Peak            | Spacewatch           |
| 451902 | 2014 JZ75              | 31 d'agost de 2005     | Kitt Peak            | Spacewatch           |
| 451903 | 2014 JS77              | 24 de novembre de 2008 | Kitt Peak            | Spacewatch           |
| 451904 | 2014 KF6               | 9 de setembre de 2011  | Kitt Peak            | Spacewatch           |
| 451905 | 2014 KE8               | 10 de setembre de 2007 | Mount Lemmon         | Mt. Lemmon Survey    |
| 451906 | 2014 KV8               | 7 de gener de 2013     | Mount Lemmon         | Mt. Lemmon Survey    |
| 451907 | 2014 KO18              | 17 de juny de 2010     | Mount Lemmon         | Mt. Lemmon Survey    |
| 451908 | 2014 KU21              | 10 de febrer de 2011   | Catalina             | CSS                  |
| 451909 | 2014 KW24              | 20 d'octubre de 2011   | Mount Lemmon         | Mt. Lemmon Survey    |
| 451910 | 2014 KG26              | 14 d'abril de 2010     | Kitt Peak            | Spacewatch           |
| 451911 | 2014 KQ27              | 31 de maig de 2010     | WISE                 | WISE                 |
| 451912 | 2014 KQ33              | 4 de juny de 2011      | Mount Lemmon         | Mt. Lemmon Survey    |
| 451913 | 2014 KY33              | 11 de gener de 2008    | Kitt Peak            | Spacewatch           |
| 451914 | 2014 KU38              | 15 de juny de 2010     | Siding Spring        | Siding Spring Survey |
| 451915 | 2014 KV53              | 2 de maig de 2014      | Mount Lemmon         | Mt. Lemmon Survey    |
| 451916 | 2014 KE55              | 29 de setembre de 2003 | Kitt Peak            | Spacewatch           |
| 451917 | 2014 KZ61              | 3 de novembre de 2005  | Mount Lemmon         | Mt. Lemmon Survey    |
| 451918 | 2014 KM64              | 17 de febrer de 2010   | Kitt Peak            | Spacewatch           |
| 451919 | 2014 KY65              | 21 de març de 2010     | Kitt Peak            | Spacewatch           |
| 451920 | 2014 KD75              | 20 de març de 2010     | Kitt Peak            | Spacewatch           |
| 451921 | 2014 KF76              | 13 de gener de 2003    | Socorro              | LINEAR               |
| 451922 | 2014 KJ80              | 12 de març de 2007 }   | Catalina             | CSS                  |
| 451923 | 2014 KK81              | 4 de gener de 2013     | Mount Lemmon         | Mt. Lemmon Survey    |
| 451924 | 2014 KP85              | 24 d'octubre de 2011   | Mount Lemmon         | Mt. Lemmon Survey    |
| 451925 | 2014 KK89              | 19 de juny de 2010     | Mount Lemmon         | Mt. Lemmon Survey    |
| 451926 | 2014 KP90              | 22 d'octubre de 2009   | Catalina             | CSS                  |
| 451927 | 2014 KX93              | 27 de novembre de 2006 | Kitt Peak            | Spacewatch           |
| 451928 | 2014 LO4               | 22 de setembre de 2011 | Kitt Peak            | Spacewatch           |
| 451929 | 2014 LF12              | 11 de març de 2007     | Catalina             | CSS                  |
| 451930 | 2014 LC18              | 18 de desembre de 2007 | Mount Lemmon         | Mt. Lemmon Survey    |
| 451931 | 2014 LR18              | 22 d'abril de 1996     | Kitt Peak            | Spacewatch           |
| 451932 | 2014 LX18              | 6 de gener de 2013     | Mount Lemmon         | Mt. Lemmon Survey    |
| 451933 | 2014 LC23              | 10 de setembre de 2007 | Mount Lemmon         | Mt. Lemmon Survey    |
| 451934 | 2014 LQ23              | 11 d'abril de 2007     | Kitt Peak            | Spacewatch           |
| 451935 | 2014 LD24              | 20 de febrer de 2009   | Mount Lemmon         | Mt. Lemmon Survey    |
| 451936 | 2014 LN27              | 3 d'octubre de 2003    | Kitt Peak            | Spacewatch           |
| 451937 | 2014 LA28              | 24 de desembre de 2005 | Kitt Peak            | Spacewatch           |
| 451938 | 2014 MF                | 2 d'abril de 2010      | WISE                 | WISE                 |
| 451939 | 2014 MQ1               | 28 de juliol de 2011   | Siding Spring        | Siding Spring Survey |
| 451940 | 2014 MX6               | 4 de setembre de 2010  | Socorro              | LINEAR               |
| 451941 | 2014 MH7               | 12 de setembre de 2007 | Catalina             | CSS                  |
| 451942 | 2014 MQ8               | 19 d'octubre de 2010   | Mount Lemmon         | Mt. Lemmon Survey    |
| 451943 | 2014 MR13              | 22 de desembre de 2008 | Kitt Peak            | Spacewatch           |
| 451944 | 2014 MY13              | 8 de maig de 2005      | Kitt Peak            | Spacewatch           |
| 451945 | 2014 MU14              | 13 de març de 2010     | WISE                 | WISE                 |
| 451946 | 2014 MW19              | 12 de setembre de 2007 | Mount Lemmon         | Mt. Lemmon Survey    |
| 451947 | 2014 MR24              | 19 d'octubre de 2010   | Mount Lemmon         | Mt. Lemmon Survey    |
| 451948 | 2014 MF26              | 27 de maig de 2009     | Mount Lemmon         | Mt. Lemmon Survey    |
| 451949 | 2014 MH26              | 25 de maig de 2009     | Kitt Peak            | Spacewatch           |
| 451950 | 2014 MZ27              | 13 de gener de 1996    | Kitt Peak            | Spacewatch           |
| 451951 | 2014 MH31              | 30 d'octubre de 2010   | Kitt Peak            | Spacewatch           |
| 451952 | 2014 MS37              | 13 de gener de 2010    | WISE                 | WISE                 |
| 451953 | 2014 MZ40              | 24 de setembre de 2009 | Mount Lemmon         | Mt. Lemmon Survey    |
| 451954 | 2014 ML43              | 22 de setembre de 2009 | Catalina             | CSS                  |
| 451955 | 2014 MR46              | 8 de maig de 2014      | Mount Lemmon         | Mt. Lemmon Survey    |
| 451956 | 2014 MG52              | 21 d'octubre de 2006   | Mount Lemmon         | Mt. Lemmon Survey    |
| 451957 | 2014 MR53              | 15 de novembre de 2009 | Siding Spring        | Siding Spring Survey |
| 451958 | 2014 MB58              | 27 d'agost de 2009     | Kitt Peak            | Spacewatch           |
| 451959 | 2014 MN59              | 3 de desembre de 2010  | Mount Lemmon         | Mt. Lemmon Survey    |
| 451960 | 2014 MR59              | 10 de desembre de 2005 | Kitt Peak            | Spacewatch           |
| 451961 | 2014 MS60              | 3 de març de 2006      | Kitt Peak            | Spacewatch           |
| 451962 | 2014 MO61              | 21 de gener de 2012    | Catalina             | CSS                  |
| 451963 | 2014 MR61              | 4 de gener de 2012     | Mount Lemmon         | Mt. Lemmon Survey    |
| 451964 | 2014 NR3               | 10 d'agost de 2010     | Kitt Peak            | Spacewatch           |
| 451965 | 2014 NS9               | 30 de setembre de 2010 | Mount Lemmon         | Mt. Lemmon Survey    |
| 451966 | 2014 NC16              | 28 de gener de 2010    | WISE                 | WISE                 |
| 451967 | 2014 NV20              | 29 de febrer de 2000   | Socorro              | LINEAR               |
| 451968 | 2014 NP21              | 24 de maig de 2014     | Mount Lemmon         | Mt. Lemmon Survey    |
| 451969 | 2014 NS22              | 27 de gener de 2007    | Kitt Peak            | Spacewatch           |
| 451970 | 2014 NF24              | 20 de novembre de 2003 | Kitt Peak            | Spacewatch           |
| 451971 | 2014 NT26              | 19 de novembre de 2006 | Kitt Peak            | Spacewatch           |
| 451972 | 2014 NM28              | 16 de juny de 2009     | Mount Lemmon         | Mt. Lemmon Survey    |
| 451973 | 2014 NF29              | 14 de desembre de 2010 | Mount Lemmon         | Mt. Lemmon Survey    |
| 451974 | 2014 NO30              | 31 de gener de 2006    | Mount Lemmon         | Mt. Lemmon Survey    |
| 451975 | 2014 NP34              | 14 de març de 2007     | Kitt Peak            | Spacewatch           |
| 451976 | 2014 NU35              | 14 de març de 2012     | Mount Lemmon         | Mt. Lemmon Survey    |
| 451977 | 2014 NT39              | 2 d'octubre de 2006    | Mount Lemmon         | Mt. Lemmon Survey    |
| 451978 | 2014 NN42              | 1 de novembre de 2007  | Kitt Peak            | Spacewatch           |
| 451979 | 2014 NY43              | 8 de maig de 2008      | Mount Lemmon         | Mt. Lemmon Survey    |
| 451980 | 2014 NT44              | 15 de març de 2012     | Mount Lemmon         | Mt. Lemmon Survey    |
| 451981 | 2014 NS49              | 8 de novembre de 2010  | Mount Lemmon         | Mt. Lemmon Survey    |
| 451982 | 2014 NN55              | 16 d'agost de 2009     | Kitt Peak            | Spacewatch           |
| 451983 | 2014 NS56              | 22 d'abril de 2007     | Catalina             | CSS                  |
| 451984 | 2014 NP58              | 10 d'abril de 2013     | Mount Lemmon         | Mt. Lemmon Survey    |
| 451985 | 2014 NS60              | 15 de maig de 2005     | Mount Lemmon         | Mt. Lemmon Survey    |
| 451986 | 2014 NC62              | 1 d'octubre de 2006    | Kitt Peak            | Spacewatch           |
| 451987 | 2014 NL62              | 4 de febrer de 2009    | Mount Lemmon         | Mt. Lemmon Survey    |
| 451988 | 2014 NM62              | 10 de desembre de 2005 | Kitt Peak            | Spacewatch           |
| 451989 | 2014 NR62              | 12 d'octubre de 2010   | Mount Lemmon         | Mt. Lemmon Survey    |
| 451990 | 2014 OU12              | 7 de febrer de 2008    | Kitt Peak            | Spacewatch           |
| 451991 | 2014 OX13              | 14 de setembre de 2007 | Anderson Mesa        | LONEOS               |
| 451992 | 2014 OX14              | 5 de març de 2008      | Kitt Peak            | Spacewatch           |
| 451993 | 2014 OZ19              | 5 de novembre de 2007  | Mount Lemmon         | Mt. Lemmon Survey    |
| 451994 | 2014 OH20              | 13 de març de 2013     | Kitt Peak            | Spacewatch           |
| 451995 | 2014 OM26              | 30 de desembre de 2005 | Kitt Peak            | Spacewatch           |
| 451996 | 2014 OG30              | 27 de gener de 2006    | Kitt Peak            | Spacewatch           |
| 451997 | 2014 OR35              | 7 de febrer de 2006    | Kitt Peak            | Spacewatch           |
| 451998 | 2014 OH37              | 17 de febrer de 2013   | Kitt Peak            | Spacewatch           |
| 451999 | 2014 OA39              | 5 d'octubre de 2004    | Kitt Peak            | Spacewatch           |
| 452000 | 2014 OQ45              | 25 de desembre de 2005 | Kitt Peak            | Spacewatch           |